# Hannibal Barca
Vous lisez un « article de qualité » labellisé en 2007.
« Hannibal » redirige ici.  Pour d'autres Carthaginois nommés Barca, voir Barcides.
Hannibal Barca (en phénicien : 𐤇𐤍𐤁𐤏𐤋, Hanni-ba'al est un nom théophore signifiant « qui a la faveur de Baal » et Barca, « foudre »), généralement appelé Annibal ou Hannibal, né en 247 av. J.-C. à Carthage (au nord-est de l'actuelle Tunis en Tunisie) et mort entre 183 av. J.-C. et 181 av. J.-C.,, en Bithynie (près de l'actuelle Bursa en Turquie), est un général et homme politique carthaginois, considéré comme l'un des plus grands tacticiens militaires de l'Histoire.
Fils d'Hamilcar Barca, le meilleur stratège carthaginois de la première guerre punique, il grandit durant une période de tension dans le bassin méditerranéen, alors que Rome commence à imposer sa puissance en Méditerranée occidentale : après la prise de la Sicile et de la Sardaigne, conséquence de la première guerre punique, les Romains envoient des troupes en Illyrie et poursuivent la colonisation de l'Italie du Nord. Élevé, selon la tradition historiographique latine, dans la haine de Rome, Hannibal est, selon ses ennemis, à l'origine de la deuxième guerre punique que les Anciens appelaient d'ailleurs « guerre d'Hannibal ».
À la fin de l'année 218 av. J.-C., il quitte l'Espagne avec son armée et traverse les Pyrénées, puis, par une aventureuse traversée des Alpes, gagne le Nord de l'Italie et inflige aux Romains une série de défaites écrasantes à La Trébie, au lac Trasimène et à Cannes. Pourtant, il ne parvient pas à prendre Rome. Selon certains historiens, Hannibal ne possède alors pas le matériel nécessaire à l'attaque et au siège de la ville. Pour John Francis Lazenby, ce ne serait pas le manque d'équipements, mais celui de ravitaillement et son ambition politique qui empêchent Hannibal d'attaquer la cité. Selon une autre explication, il espère neutraliser Rome sans combat par la défection des cités italiennes et de Syracuse et l'alliance de Philippe V de Macédoine. Cependant, la stratégie prudente de Fabius le Temporisateur empêche Hannibal de détruire les légions romaines et de s'assurer une emprise solide sur les cités d'Italie. Les renforts amenés d'Espagne par ses frères Hasdrubal Barca puis Magon ne peuvent le rejoindre tandis que le jeune chef romain Scipion attaque ses bases ibériques. Hannibal réussit à maintenir son armée en Italie durant plus d'une décennie sans parvenir à imposer ses conditions aux Romains. Enfin, une armée romaine conduite par Scipion débarque en Afrique punique et force Hannibal à retourner à Carthage où il est finalement défait à la bataille de Zama en 202 av. J.-C.
La guerre terminée, Hannibal se consacre au relèvement de Carthage, réduite à ses possessions africaines, et distribue des terres à ses vétérans. Rome, craignant un retour en force de la puissance carthaginoise, oblige le Sénat de Carthage à l'exiler. Il devient conseiller militaire des rois Antiochos III de Syrie puis Prusias de Bithynie mais un nouvel ultimatum romain le contraint au suicide.
L'historien militaire Theodore Ayrault Dodge (en) lui donne le surnom de « père de la stratégie » du fait que son plus grand ennemi, Rome, adopte par la suite des éléments de sa tactique militaire dans son propre arsenal stratégique. Cet héritage lui confère une réputation forte dans le monde contemporain où il est considéré comme un grand stratège par des militaires, tels que Napoléon Ier, le duc de Wellington et Turenne.

## Contexte historique
Au milieu du IIIe siècle av. J.-C., la ville de Carthage, où naît Hannibal, est fortement imprégnée de la culture hellénistique issue des vestiges de l'empire d'Alexandre le Grand. Carthage occupe alors une place prépondérante dans les échanges commerciaux du bassin méditerranéen et possède notamment des comptoirs en Sicile, en Sardaigne, sur les côtes de l'Hispanie et en Afrique du Nord. Elle dispose également d'une importante flotte de guerre qui assure la sécurité des routes maritimes empruntées par ses marchands : vers Alexandrie au sud de la Méditerranée, vers l'Espagne à l'ouest, où se trouvent les mines d'argent propres à régler le tribut exigé par Rome après la première guerre punique.
L'autre puissance méditerranéenne de cette époque est Rome, avec laquelle Carthage entre en conflit pendant une vingtaine d'années lors de la première guerre punique (« punique » est un adjectif dérivé de « phénicien » utilisé pour désigner les Carthaginois), première guerre d'envergure dont Rome sort victorieuse. Cet affrontement entre la République romaine et Carthage est provoqué par un conflit secondaire à Syracuse. Il est marqué par trois phases sur des terrains d'opérations terrestres et maritimes : en Sicile (264 av. J.-C.-256 av. J.-C.), en Afrique (256 av. J.-C.-250 av. J.-C.) et à nouveau en Sicile (250 av. J.-C.-241 av. J.-C.). C'est lors de cette dernière phase, puis surtout après la guerre, que Hamilcar Barca, père d'Hannibal, qui dirige la guerre contre Rome depuis 247 av. J.-C., se fait connaître. Après une défaite navale aux îles Égades au nord-ouest de la Sicile, il doit, au printemps 241 av. J.-C., signer un traité avec le consul romain Caius Lutatius Catulus. Cet accord impose à Carthage de quitter la Sicile mais lui permet de conserver sa flotte.
Au lendemain de la première guerre punique, malgré les précautions prises par Hamilcar Barca, Carthage rencontre des difficultés pour disperser ses troupes de mercenaires, qui ne tardent pas à assiéger la ville. Cet épisode est connu comme la guerre des Mercenaires. Hamilcar parvient à réprimer cette révolte dans le sang au défilé de la Scie en 237 av. J.-C. Rome, n'ayant plus d'opposition, s'empare de la Sardaigne qui appartient aux Carthaginois. Pour compenser cette perte, Hamilcar passe en Hispanie où il s'empare d'un vaste territoire au sud-est du pays. Pendant une dizaine d'années, Hamilcar mène la conquête du Sud de l'Hispanie, assisté de son gendre Hasdrubal. Cette conquête rétablit la situation financière de Carthage grâce à l'exploitation des mines d'argent et d'étain.

## Ascension

### Jeunesse

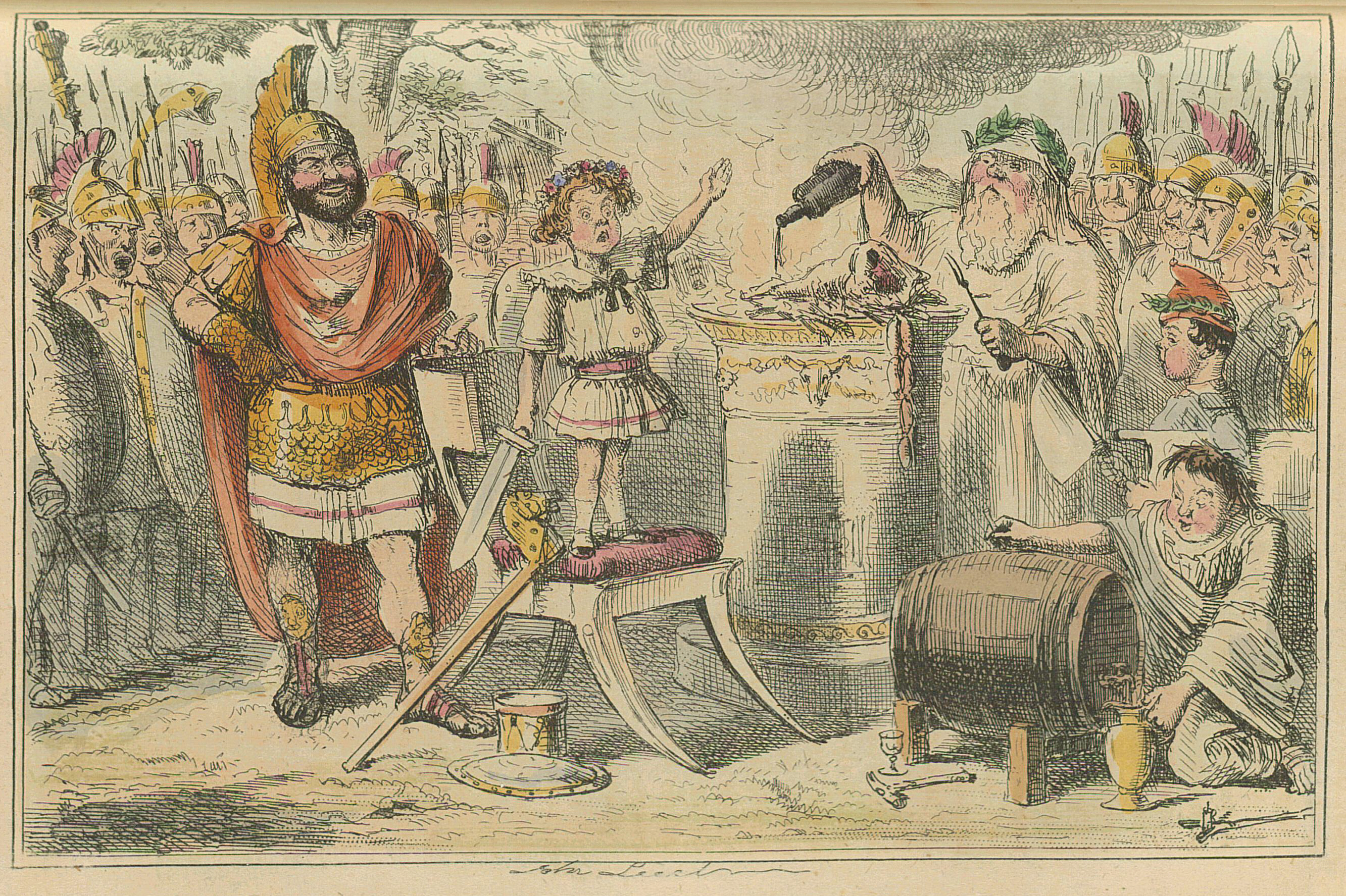
Caricature anglaise de 1850 du serment que fait Hannibal à son père consistant à jurer de rester à jamais un ennemi de Rome.

Hannibal Barca est le fils aîné du général Hamilcar Barca,. « Barca » n'est pas un nom de famille mais il est néanmoins porté par son fils. Les historiens désignent la famille de Hamilcar sous le nom de Barcides afin d'éviter la confusion avec d'autres familles carthaginoises où les mêmes noms (Hannibal, Hasdrubal, Hamilcar, Magon, etc.) sont fréquemment portés.
Il n'existe que peu de sources à propos de l'éducation d'Hannibal. On sait toutefois qu'il apprend d'un précepteur spartiate, nommé Sosylos, les lettres grecques, l'histoire d'Alexandre le Grand et l'art de la guerre. Il acquiert ainsi ce mode de raisonnement et d'action que les Grecs nomment « mètis » et qui se fonde sur l'intelligence et la ruse.
Après avoir agrandi son territoire, Hamilcar enrichit sa famille et, par la même occasion, Carthage elle-même. Poursuivant ce but, Hamilcar, s'appuyant sur la cité de Gadès (Hispanie) près du détroit de Gibraltar, commence à assujettir les tribus ibères. Carthage, à ce moment, est dans un tel état d'appauvrissement que sa marine est incapable de transporter son armée en Hispanie. Hamilcar est donc obligé de la faire marcher vers les colonnes d'Hercule puis de la faire traverser en bac le détroit de Gibraltar, entre le Maroc et l'Espagne. L'historien romain Tite-Live déclare que quand Hannibal va voir son père et le prie de l'autoriser à l'accompagner, celui-ci accepte, sous réserve qu'Hannibal jure, qu'aussi longtemps qu'il vivrait, il ne serait jamais un ami de Rome,,.
Son apprentissage de la pratique de l'action militaire intervient rapidement sur le terrain sous l'égide de son père puis de son beau-frère Hasdrubal le Beau qui succède à Hamilcar tué sur le champ de bataille contre des rebelles espagnols en 229 av. J.-C. ou en 230 av. J.-C. et le nomme à la tête de la cavalerie,. Dans ce domaine, Hannibal dévoile très tôt son endurance et son sang-froid, sachant également se faire apprécier et admirer de ses soldats. Hasdrubal poursuit quant à lui une politique de consolidation des intérêts ibériques de Carthage. Ainsi, il marie Hannibal à une princesse ibère prénommée Imilce, avec qui il aurait eu un fils. Cependant, cette alliance reste considérée comme probable et n'est pas attestée de tous. Par ailleurs, Hasdrubal signe en 226 av. J.-C. un traité avec Rome partageant la péninsule ibérique en deux zones d'influence. L'Èbre en constitue la frontière, Carthage ne devant pas s'étendre au-delà de ce fleuve dans la mesure où Rome ne s'étendrait pas non plus au sud du cours d'eau.
En 221 av. J.-C., Hasdrubal fonde la nouvelle capitale, Carthagène située dans la région de Murcie (Sud de l'Espagne). Un peu plus tard la même année, un esclave gaulois, accusant Hasdrubal d'avoir assassiné son maître,, l'assassine à son tour.

Arbre généalogique de la famille des Barcides.

### Commandant en chef
Hannibal est alors choisi par l'armée carthaginoise pour succéder à Hasdrubal en tant que commandant en chef. Il est ensuite confirmé dans cette fonction par le gouvernement, malgré l'opposition de Hannon (riche aristocrate carthaginois). Il a alors à peine 25 ans. Tite-Live donne à cette époque cette description du jeune général carthaginois :
« Hannibal, dès son entrée en Espagne, attira sur lui tous les yeux. « C'est Hamilcar dans sa jeunesse qui nous est rendu », s'écriaient les vieux soldats. « Même énergie dans le visage, même feu dans le regard : voilà son air, voilà ses traits ». »
Après avoir assumé le commandement, Hannibal passe deux ans à consolider les possessions hispaniques et à terminer la conquête des territoires au sud de l'Èbre,. Cependant, Rome, redoutant la puissance grandissante d'Hannibal en Hispanie, conclut une alliance avec la ville de Sagonte, pourtant située à une distance considérable au sud de l'Èbre dans la zone reconnue à l'influence carthaginoise, et déclare la cité sous son protectorat. L'argumentaire romain s'appuie sur le traité de 241 av. J.-C. qui interdit à Carthage de s'attaquer à un allié de Rome tandis qu'Hannibal met en avant le traité signé par Hasdrubal qui lui reconnaît la souveraineté carthaginoise au sud de l'Èbre. Hannibal encercle Sagonte et mène le siège de la ville qui tombe en 219 av. J.-C., probablement au mois de novembre, après huit mois,,. Rome réagit à ce qu'elle considère comme une violation du traité et réclame justice auprès du gouvernement carthaginois. En raison de la grande popularité d'Hannibal et du risque de perte du prestige carthaginois en Hispanie, le gouvernement oligarchique de Carthage ne renie pas ces actions et la guerre à laquelle le général avait pensé, la deuxième guerre punique, est déclarée à la fin de l'année,.

## Deuxième guerre punique

### Préparatifs
Après que les Carthaginois eurent encerclé et détruit Sagonte, les Romains décident de contre-attaquer sur deux fronts en Afrique du Nord et en Hispanie, à partir de la Sicile qui doit leur servir de base opérationnelle. Cependant, Hannibal met en place une stratégie pour le moins inattendue : il veut porter la guerre au cœur de l'Italie par une marche rapide à travers l'Hispanie et le Sud de la Gaule. Sachant que sa flotte est largement inférieure à celle des Romains, il ne les attaque pas par la mer : il choisit un trajet terrestre beaucoup plus long mais plus intéressant car il lui permet de recruter en chemin bon nombre de mercenaires ou de s'allier aux peuples celtes désireux d'en découdre avec les Romains. Avant son départ, il joue habilement avec ses effectifs et envoie en Afrique du Nord des contingents d'Ibères tandis que des Libyens viennent assurer la sécurité des possessions de Carthage en Hispanie.
Jusqu'à la fin du printemps 218 av. J.-C., période à laquelle il quitte Carthagène,, Hannibal met sur pied une grande armée et envoie des représentants négocier son passage à travers les Pyrénées et nouer des alliances le long de son trajet. Selon Tite-Live, Hannibal, encouragé dans ses ambitions par un rêve prémonitoire, traverse l'Èbre avec 90 000 fantassins et 12 000 cavaliers. Il laisse un détachement de 10 000 fantassins et 1 000 cavaliers pour défendre l'Hispanie ainsi que 11 000 Ibères qui se montrent réticents à quitter leur territoire. Il disposerait donc de 70 000 fantassins et 10 000 cavaliers après le passage des Pyrénées. Selon d'autres sources, il parvient en Gaule à la tête de quelque 40 000 fantassins et 12 000 cavaliers. Il est toutefois difficile d'évaluer ses effectifs réels. Certaines estimations vont jusqu'à 80 000 hommes. À son arrivée en Italie, il semble diriger, selon les sources, entre 20 000 et 50 000 fantassins et entre 6 000 et 9 000 cavaliers. D'autre part, à plusieurs reprises, Carthage envoie des renforts à Hannibal, du moins, au début de la guerre. De plus, plusieurs peuplades se rallient, même provisoirement, à Hannibal. Ainsi, 40 000 Gaulois s'ajoutent à l'armée carthaginoise.
Par ailleurs, Hannibal possède quelques éléphants de guerre dont le rôle est important dans les armées de l'époque et que les Romains connaissent déjà pour en avoir rencontré en se battant contre les troupes de Pyrrhus Ier. En réalité la plupart des 27 éléphants d'Hannibal, un nombre assez faible si on le compare à celui d'autres armées de l'époque hellénistique, meurent dans la traversée des Alpes ou dans l'humidité des marais étrusques. Cornélius Népos rapporte (Hannibal, IV, 2-3) que lors du passage des Apennins, en route pour l'Étrurie, Hannibal contracte une grave maladie à l'œil droit, altérant définitivement sa vision avec celui-ci. Le seul éléphant survivant serait utilisé comme monture par Hannibal, pour ne pas entrer au contact de l'eau. Hannibal souffrirait en fait d'une ophtalmie qui le rend borgne.

### Marche vers l'Italie

Hannibal traversant le Rhône à la hauteur de Caderousse dans une gravure française de 1878.

Lors de la deuxième guerre punique, après avoir évité de s'attaquer aux villes grecques de Catalogne, Hannibal pénètre en Gaule. On pense que, après avoir franchi les Pyrénées au col du Perthus et établi son campement près de la ville d'Illibéris — actuelle Elne à proximité de Perpignan — il se dirige sans encombre jusqu'au Rhône, où il arrive en septembre 218 av. J.-C. avant que les Romains ne puissent empêcher son passage, à la tête de quelque 38 000 fantassins, 8 000 cavaliers et 37 éléphants de guerre. L'hypothèse la plus probable est qu'il fait traverser son armée à la hauteur de Caderousse où se situaient les Insulæ Furianæ selon le relevé C du cadastre d'Orange.
Après avoir évité les populations locales, dont les Voconces qui tentent d'arrêter sa progression, Hannibal échappe aux légions romaines venant de la côte méditerranéenne en remontant la vallée du Rhône. Rome venant de conquérir la Gaule cisalpine, Hannibal espère, après avoir traversé les Alpes, trouver un renfort chez les Gaulois du Nord de l'Italie.

### Traversée des Alpes

Hannibal et ses hommes traversant les Alpes (illustration d'Heinrich Leutemann, XIXe siècle).

L'itinéraire emprunté par Hannibal en octobre 218 av. J.-C. reste sujet à polémiques. Toutes les hypothèses avancées le sont à partir de l'interprétation des textes de Tite-Live et de Polybe. Toutefois, les informations fournies par Polybe et Tite-Live sont très imprécises et aucune trace archéologique n'apporte de preuves irréfutables d'un quelconque itinéraire.
Quel que soit le passage choisi, la traversée des Alpes est l'un des choix tactiques les plus marquants de l'Antiquité. Hannibal parvient à traverser les montagnes malgré les obstacles que sont le climat, le terrain, les attaques des populations locales et la difficulté de diriger des soldats d'origines ethnique et linguistique diverses. Les sources indiquent qu'Hannibal perd entre 3 000 et 20 000 hommes lors de la traversée. Les survivants arrivant en Italie, 20 000 hommes selon Polybe, sont affamés et ont souffert du froid.
Après avoir passé les Alpes et être parvenu dans la plaine du Pô, Hannibal est obligé de combattre les Taurins qui refusent son alliance. Puis il bat coup sur coup les premières troupes romaines qui lui sont opposées au Tessin et à la Trébie — actuelle Trebbia, rivière du Nord de l'Italie. La bataille du Tessin, qui est plus qu'une simple escarmouche entre la cavalerie romaine du consul Publius Cornelius Scipio et la cavalerie carthaginoise, démontre d'entrée les qualités militaires d'Hannibal. Il utilise au mieux sa cavalerie numide, profitant du moindre avantage topographique et réussissant une manœuvre d'encerclement. La bataille de la Trébie, en décembre 218 av. J.-C., amène les Gaulois à se rallier à Hannibal contre leurs récents vainqueurs romains.

### Bataille du Tessin
La difficile marche d'Hannibal le conduit en territoire romain et contrecarre les tentatives de ses ennemis de résoudre le conflit en territoire étranger. Son apparition soudaine après la traversée de la Gaule et de la vallée du Pô lui permet de rompre l'allégeance récente des tribus locales à Rome avant que cette dernière ne puisse réagir contre la rébellion.
Publius Cornelius Scipio, consul dirigeant les forces romaines destinées à intercepter Hannibal, ne s'attend pas à ce qu'Hannibal tente de traverser les Alpes, les Romains s'étant préparés à l'affronter dans la péninsule Ibérique. Disposant d'un faible détachement positionné en Gaule, Scipio tente d'intercepter Hannibal. De promptes décisions et des mouvements rapides lui permettent, en transportant son armée par la mer, d'arriver à temps pour rattraper Hannibal.
Les forces d'Hannibal traversent quant à elles la vallée du Pô et se trouvent engagées dans une confrontation secondaire : la bataille du Tessin. À ce moment, Hannibal oblige les Romains à évacuer la plaine de Lombardie du fait de la supériorité de sa cavalerie,. Bien que cela constitue une victoire mineure, elle incite les Gaulois et les Ligures à se joindre aux Carthaginois, ce qui augmente la taille de l'armée de 40 000 hommes dont 14 000 Gaulois. Publius Cornelius Scipio se trouve gravement blessé et se retire au-delà de la rivière Trébie pour établir un camp à Plaisance, en Émilie-Romagne, sauvegardant ainsi son armée. L'autre armée consulaire est envoyée en urgence dans la vallée du Pô.

### Bataille de la Trébie

Stratégies durant la bataille de la Trébie.

Avant que la nouvelle de la défaite du Tessin n'atteigne Rome, le Sénat romain ordonne au consul Tiberius Sempronius Longus de ramener son armée de Sicile pour se joindre à Scipio et affronter Hannibal. Ce dernier, par d'habiles manœuvres, est en position de le contrer puisqu'il contrôle la route reliant Plaisance à Arminum que Sempronius doit emprunter pour renforcer Scipio. Il prend ensuite Clastidium — actuelle Casteggio en Lombardie — où il trouve de quoi approvisionner ses hommes. Mais ce succès n'est pas complet car Sempronius, profitant du manque de vigilance d'Hannibal, se glisse sur son flanc et rejoint le camp de Scipio à côté de la rivière Trébie près de Plaisance. En décembre 218 av. J.-C., Hannibal a l'occasion de démontrer une nouvelle fois ses capacités militaires supérieures durant la bataille de la Trébie. Après avoir épuisé la résistance de l'infanterie romaine, il la taille en pièces par une attaque surprise qui débute par une embuscade sur les flancs,.

### Bataille du lac Trasimène
Après les victoires du Tessin et de la Trébie, les Carthaginois se reposent à Bologne puis continuent leur descente vers Rome. Ayant sécurisé sa position dans le nord de l'Italie, Hannibal prend ses quartiers d'hiver avec les Gaulois dont le soutien diminue. Au printemps 217 av. J.-C., il décide d'établir une base d'opérations plus fiable plus au sud. Pensant qu'Hannibal souhaite avancer vers Rome, Cnaeus Servilius Geminus et Caius Flaminius Nepos, les nouveaux consuls, mobilisent leurs armées afin de bloquer les routes de l'est et de l'ouest qu'Hannibal est susceptible d'emprunter pour aller à Rome. La seule autre route vers l'Italie centrale se trouve à l'embouchure de l'Arno. Cet itinéraire passe par un grand marais qui est submergé plus que d'habitude à cette période de l'année. Hannibal sait cette route particulièrement difficile mais elle est aussi la plus sûre et certainement la plus rapide du Centre de l'Italie. Comme l'historien Polybe l'indique, les hommes d'Hannibal marchent quatre jours et trois nuits sur « une route qui était sous les eaux » et souffrant terriblement de la fatigue encore renforcée par le manque de sommeil,.

Le général traverse les Apennins et l'Arno sans opposition. Mais, dans les plaines marécageuses, il perd une grande partie de ses forces y compris, semble-t-il, ses derniers éléphants. En arrivant en Étrurie (actuelle Toscane), Hannibal décide d'attirer la principale armée romaine, commandée par Flaminius, dans une bataille rangée en dévastant sous ses yeux le territoire qu'elle est censée protéger. Comme Polybe le rapporte : 

« Il [Hannibal] calcula que s'il contournait le camp et faisait irruption dans le territoire au-delà, Flaminius (en partie par crainte de reproches populaires et en partie à cause de sa propre irritation) serait incapable de supporter passivement la dévastation du pays, mais au contraire le suivrait spontanément… lui offrant ainsi des occasions de l'attaquer. »

Embuscade d'Hannibal en 217 av. J.-C. sur les rives du lac Trasimène.

Dans le même temps, Hannibal tente de rompre l'allégeance des alliés de Rome en leur montrant que Flaminius est incapable de les protéger. Malgré tout, Flaminius reste retranché à Arretium. Incapable d'entraîner Flaminius dans la bataille par le seul fait de la dévastation, Hannibal décide de marcher en force contre le flanc gauche de son adversaire, ce qui a pour effet de couper ce dernier de Rome.
Progressant au travers des hautes terres d'Étrurie, Hannibal engage la poursuite de Flaminius et, le 21 juin, le surprenant dans un défilé sur la rive du lac Trasimène, détruit son armée dans les eaux ou sur les pentes voisines (les Romains laissent environ 15 000 hommes sur le terrain) et tue Flaminius. Il a désormais éliminé la seule force terrestre qui aurait pu mettre en échec son avancée sur Rome mais, réalisant que sans machine de siège il ne peut espérer prendre la capitale, il préfère exploiter sa victoire en se déplaçant au centre et au sud de l'Italie et en encourageant une révolte générale contre le pouvoir central. Après Trasimène, Hannibal déclare : « Je ne suis pas venu me battre contre les Italiens mais au nom des Italiens contre Rome ».
Les Romains nomment alors Fabius Cunctator comme dictateur. Se départissant des traditions militaires romaines, Fabius adopte une nouvelle stratégie — qui porte plus tard le nom de « stratégie de Fabius » — refusant la bataille frontale avec son adversaire tout en positionnant plusieurs armées romaines dans le voisinage d'Hannibal afin de limiter ses mouvements.
Après avoir ravagé les Pouilles sans arriver à provoquer Fabius, Hannibal décide de traverser le Samnium et la Campanie, l'une des plus riches et plus fertiles provinces d'Italie, en espérant que la dévastation décide Fabius à se battre. Ce dernier suit de près la route d'Hannibal tout en refusant toujours de se laisser entraîner au combat, restant ainsi sur la défensive. Cette stratégie est très impopulaire chez beaucoup de Romains qui la considèrent comme de la lâcheté. Hannibal décide qu'il n'est pas sage de passer l'hiver dans les basses terres dévastées de Campanie mais Fabius tente de le bloquer en s'assurant de toutes les passes pour sortir de Campanie. Pour contrer cette tactique, Hannibal leurre les Romains en leur faisant croire que l'armée carthaginoise veut s'échapper par les bois. Tandis que les Romains font mouvement vers la forêt, l'armée d'Hannibal trouve une passe libre et la traverse sans opposition. Fabius est encore à distance pour frapper, mais cette fois sa prudence joue contre lui. Pressentant, à juste titre, un stratagème, il reste sur place. Pendant l'hiver, Hannibal prend ses quartiers dans la plaine des Pouilles. En exfiltrant son armée Hannibal réussit, comme le qualifie Adrian Goldsworthy, « un classique de la tactique militaire antique trouvant sa place dans presque tous les récits historiques de la guerre et qui a été utilisé dans les manuels militaires ultérieurs ». Cela porte un coup sévère au prestige de Fabius, et peu après, les Romains le forcent à partager son commandement avec son maître de cavalerie Marcus Minucius Rufus.

### Cannes et ses conséquences
Hannibal, qui n'a pas l'intention d'attaquer Rome dans un premier temps, vise l'Apulie, et notamment la ville de Capoue. Au printemps 216 av. J.-C., il prend l'initiative en attaquant un dépôt important de ravitaillement à Cannes. Par cette action, le général se place entre les Romains et leur source cruciale de vivres. Les citoyens romains élisent Caius Terentius Varro et Lucius Æmilius Paullus nouveaux consuls. Espérant la victoire, ces derniers lèvent une nouvelle armée — Rome n'a alors jamais formé une armée aussi nombreuse — estimée à près de 100 000 hommes. Ces derniers renoncent par là-même à la tactique efficace, mais lente, d'évitement et optent pour un choc frontal.

Anéantissement de l'armée romaine à Cannes en 216 av. J.-C.

La rencontre, considérée comme un chef-d'œuvre de tactique d'Hannibal, a finalement lieu le 2 août 216 av. J.-C. sur la rive gauche de la rivière Ofanto (Sud de l'Italie) près de laquelle les Romains installent leur campement. Les armées des deux consuls sont réunies, ces derniers alternant quotidiennement le commandement des troupes. Varro, choisi comme chef pour la première journée, est déterminé à vaincre Hannibal. À la tête de 50 000 hommes, le Carthaginois capitalise sur la colère de Varro et l'attire dans un piège en usant d'une tactique d'encerclement. Il élimine ainsi l'avantage numérique des Romains en réduisant la surface de combat. Hannibal place son infanterie la plus faible en demi-cercle et la renforce par des cavaliers gaulois et numides sur ses flancs.
Les légions romaines qui s'étalent sur un kilomètre et demi s'engouffrent dans la partie centrale mais les flancs carthaginois suivent le mouvement et enferment les légionnaires. L'efficacité de la cavalerie d'Hannibal est irrésistible et Hasdrubal (à ne pas confondre avec Hasdrubal Barca qui commande le flanc gauche), après avoir contourné les troupes romaines par l'arrière, attaque la cavalerie de Varro. L'armée romaine n'a plus aucun moyen de s'échapper. À la fin de la bataille, Hannibal récupère les anneaux des chevaliers romains tombés au combat, ce qui lui permet de donner la preuve irréfutable au gouvernement carthaginois de sa victoire sur les Romains.

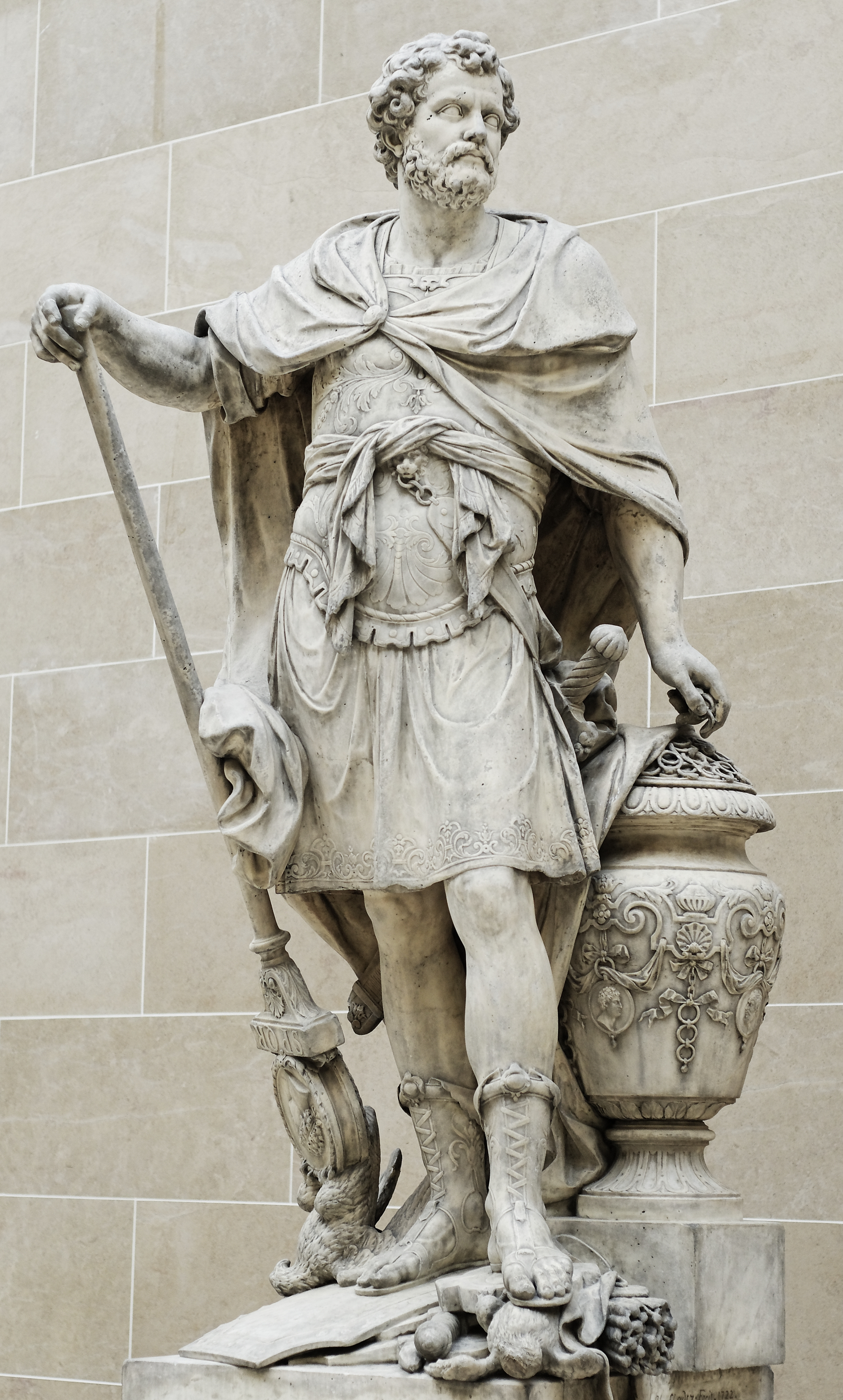
Hannibal comptant les anneaux des chevaliers romains tombés à la bataille de Cannes en 216 av. J.-C. Marbre de 1704 par Sébastien Slodtz actuellement exposée au musée du Louvre.

Grâce à sa brillante tactique, Hannibal, bien que disposant de moins d'hommes, parvient à défaire les forces rivales. La bataille de Cannes est la plus désastreuse défaite des Romains. Les pertes de ces derniers sont évaluées entre 25 000 et 70 000 soldats. Parmi les morts figurent le consul Lucius Æmilius Paullus ainsi que deux anciens consuls, deux questeurs, 29 des 48 tribuns militaires et 80 sénateurs (25 % à 30 % du total de ses membres). De plus, 10 000 Romains sont capturés par Hannibal. Cette bataille est l'une des plus sanglantes de l'Histoire en termes de pertes durant une seule journée. Quant aux Carthaginois, ils perdent 6 000 hommes.
Après Cannes, les Romains évitent d'affronter Hannibal directement et préfèrent le harceler en se fondant sur leur avantage numérique et en matière de ravitaillement. C'est pourquoi Hannibal et Rome ne s'affrontent plus en combats importants sur le territoire italien jusqu'à la fin de la guerre. Néanmoins, Rome refuse de s'incliner et lève même de nouvelles troupes. L'effet de cette victoire carthaginoise pousse des cités d'Italie à se rallier à la cause d'Hannibal. Comme le note Tite-Live, « le désastre de Cannes fut plus grave que les précédents, on en a déjà un indice dans ce fait que la fidélité des alliés, qui jusqu'à ce jour était restée ferme, commença à chanceler, sans aucune raison, assurément, sinon qu'ils désespéraient de l'empire ». Durant la même année, des cités grecques de Sicile se révoltent contre le contrôle politique des Romains alors que le roi Philippe V de Macédoine apporte son appui à Hannibal, lançant par là même la première guerre macédonienne contre Rome. Hannibal noue aussi une alliance avec le nouveau roi Hiéronyme de Syracuse. Hannibal se contente alors de harceler les forteresses qui lui résistent encore et le seul événement marquant de l'année est la défection de certains territoires italiens tels que Capoue, la seconde ville d'Italie, dont Hannibal fait sa nouvelle base.

Néanmoins, seul un petit nombre des cités italiennes qu'Hannibal espère rallier consentent à le rejoindre. En réalité, ce que souhaite Hannibal, outre reprendre la Sicile, est moins la destruction de Rome en tant que ville qu'en tant qu'entité politique, d'où son refus de tenter de prendre la ville après la bataille de Cannes et la fameuse phrase attribuée à son chef de cavalerie, Maharbal : 

« Tu sais vaincre, Hannibal ; tu ne sais pas profiter de la victoire. »

En fait, Hannibal utilise ses victoires pour essayer de faire basculer dans son camp les cités soumises à ou alliées de Rome. Les prisonniers, par exemple, sont divisés en deux groupes. Les citoyens romains — qui sont réduits à l'esclavage ou proposés au rachat — et les citoyens latins ou alliés qui sont renvoyés chez eux.

### «Délices de Capoue»
Peu après la bataille de Trasimène en 217 av. J.-C., Hannibal fait libérer trois chevaliers de Capoue qui, quelque temps après, lui proposent de prendre possession de la ville. Hannibal attend plus d'un an afin d'avoir l'appui des notables de la ville, ce qui se réalise après la bataille de Cannes. La ville (aujourd'hui connue sous le nom de Santa Maria Capua Vetere) aurait « offert aux soldats carthaginois de nombreux plaisirs amollissant leurs forces ». C'est en tout cas le sens de l'expression fameuse « délices de Capoue », une expression dont on ne sait trop si elle correspond à la réalité. En fait, si Hannibal temporise à Capoue, c'est qu'il espère une désagrégation totale de la confédération italienne ainsi que de nouvelles alliances qui lui permettraient enfin d'obtenir la domination sur mer. De fait, les peuples et les cités d'Italie centrale et méridionale sont nombreux à s'allier au Carthaginois. En 216 av. J.-C., le Bruttium (actuelle Calabre) bascule tout comme Locri Epizefiri (actuelle Locri) et Crotone en 215 av. J.-C. En 212 av. J.-C., c'est aussi le cas de Métaponte dans le golfe de Tarente, Thourioï, près de Sybaris, et Tarente, dans les Pouilles. Ces cités s'ajoutent aux Gaulois de Cisalpine et à Capoue. Pourtant, Rome tient bon et Latins, Étrusques et Ombriens lui demeurent fidèles.
Parallèlement, Hannibal pose des jalons en Sicile qui constitue son objectif premier. Le jeune roi de Syracuse, Hiéronyme de Syracuse, abandonne l'alliance romaine et permet à des troupes carthaginoises de débarquer en 214 av. J.-C.. Les cités d'Héracléa Minoa et d'Agrigente, toutes deux situées en Sicile, acceptent également l'alliance avec les Carthaginois. Il faut préciser qu'Hannibal a l'habileté de proposer un système d'alliance, moins contraignant que le modèle romain de sujétion, ce dernier laissant aux populations un ensemble de droits plutôt réduits et réclamant des charges humaines et financières lourdes.
Au contraire, Hannibal s'inspire du modèle grec, à savoir une cité hégémonique qui assure la sécurité de ses alliés auxquels est rendue la liberté. Hannibal reprend ainsi le discours sur la liberté des Grecs. Cette idée, défendue en son temps par Antigone le Borgne, dont le descendant Philippe V de Macédoine conclut une alliance avec Hannibal en 215 av. J.-C., est ainsi reprise par le conquérant carthaginois et lui permet de rejeter, aux yeux de certains Grecs de Sicile et du Sud de l'Italie, les Romains dans le monde barbare.

### Retournement de situation

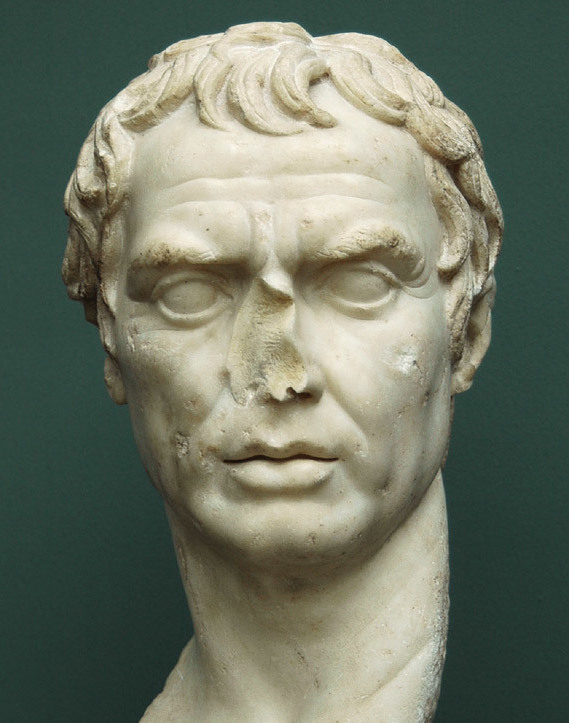
Buste de Scipion l'Africain.

À partir de 212 av. J.-C., Hannibal connaît des difficultés de plus en plus grandes. En effet, depuis 215 av. J.-C., les Romains reprennent la stratégie de Fabius Cunctator et évitent d'affronter Hannibal en bataille rangée. Ils augmentent également leurs effectifs par une politique d'enrôlement d'esclaves et de jeunes hommes de moins de 17 ans. Mais surtout, ils comprennent à quel point il est nécessaire de reprendre l'offensive sur le terrain politique et idéologique.
Sous la direction d'un sénateur féru de lettres grecques, Quintus Fabius Pictor, une histoire de Rome à la tournure anti-punique est rédigée. Hannibal et les Carthaginois y sont décrits comme étant indignes de confiance, impies et cruels. En contrepoint, les Romains sont présentés comme respectueux des accords, pieux et pratiquant la tempérance. C'est de cette manière que se met en place la définition de la « coutume des anciens », le mos majorum, qui devient la norme morale de référence de la fin de la République romaine.
Sur le terrain militaire, les Romains, sous la direction de Marcus Claudius Marcellus, reprennent Syracuse en 212 av. J.-C., puis Capoue en 211 av. J.-C. après deux sièges successifs. Une contre-offensive d'Hannibal pour reprendre Capoue en 211 av. J.-C. échoue. Dans l'année, il tente un raid de cavalerie sur Rome même mais, vu l'imposante muraille Servienne et les troupes qui la garnissent, il préfère se retirer,. Les Romains parviennent à détruire une armée carthaginoise en Sicile et pacifient l'île en s'alliant avec la Ligue étolienne afin de contrer Philippe V qui tente de profiter de la situation pour conquérir l'Illyrie ; mais, attaqué sur plusieurs fronts, il est rapidement submergé par Rome et ses alliés grecs.
En 210 av. J.-C., Hannibal prouve à nouveau sa supériorité tactique en infligeant une sévère défaite à l'armée proconsulaire de Gnæus Fulvius Centumalus à Herdoniac (actuelle Ordona en Apulie) et détruit en 208 av. J.-C. une force romaine engagée dans le siège de Locri Epizefiri.
Mais la perte de Tarente en 209 av. J.-C., qui est reprise par Fabius Cunctator et est traitée avec dureté, et la reconquête progressive du Samnium et de la Lucanie (actuelle Basilicate) par les Romains — avec une série de victoires à Salapia en 208 av. J.-C. et à Grumentum en 207 av. J.-C. — lui font perdre le contrôle du Sud de l'Italie. Il parvient pourtant à revenir en Apulie en 207 av. J.-C. et y attend son frère Hasdrubal Barca pour marcher sur Rome. Pendant ce temps, les Romains tentent de contre-attaquer en Hispanie, sous le commandement de Publius Cornelius Scipio et de son frère Gnæus Cornelius Scipio Calvus (217 av. J.-C.-212 av. J.-C.), mais sans grand succès si l'on excepte la prise de Sagonte en 212 av. J.-C.
Tous deux, tués la même année, sont remplacés par Scipion l'Africain qui prend Carthagène en 209 av. J.-C.. Hasdrubal parvient cependant à quitter l'Hispanie avec une armée de secours et gagne l'Italie par voie terrestre. Mais il est tué sur les rives du Métaure en 207 av. J.-C., à la suite d'une audacieuse manœuvre stratégique du consul romain qui, chargé de surveiller Hannibal, rejoint son collègue pour faire face à Hasdrubal. À l'annonce de la défaite et de la mort de son frère, Hannibal se retire dans le Bruttium où il stationne durant les années qui suivent. La combinaison de ces événements marque la fin des succès d'Hannibal en Italie. Dès 206 av. J.-C., les hostilités sont terminées en Hispanie et en Sicile au bénéfice des Romains. La même année, le second frère d'Hannibal, Magon, vaincu en Hispanie, parvient à porter la guerre en Ligurie. Il est finalement vaincu par Quintilius Varus et tente de rejoindre son frère avec les débris de ses troupes. En 205 av. J.-C., les Romains reprennent le port de Locri Epizefiri où Hannibal attend en vain une flotte de son allié Philippe V puis, après la défaite de ce dernier contre les Étoliens en 208 av. J.-C., une flotte de Carthage qui concentre ses efforts à sauvegarder ses intérêts commerciaux en Hispanie.

### Bataille de Zama
Les Romains, dirigés par Scipion l'Africain, obtiennent un important succès diplomatique en 206 av. J.-C. en s'attachant les services du prince numide Massinissa, ancien allié de Carthage en Hispanie entré en conflit personnel avec Syphax, un allié numide de Carthage. En 204 av. J.-C., ils débarquent en Afrique du Nord pour forcer Hannibal à quitter l'Italie et mener le combat sur ses terres.
En 203 av. J.-C., après près de quinze ans de combats en Italie, alors que Scipion progresse et que les Carthaginois favorables à la paix menés par Hannon le Grand tentent de négocier un armistice au lieu de renforcer les troupes d'Hannibal, ce dernier est rappelé par le camp favorable à la poursuite de la guerre mené par les Barcides tout comme son frère Magon qui meurt au cours de la traversée du retour. Après avoir laissé une trace de son expédition gravée en punique et en grec ancien sur des tablettes du temple de Junon à Crotone, il appareille pour son retour. Les navires débarquent à Leptis Minor (actuelle Lamta) et Hannibal prend, après deux jours de voyage, ses quartiers d'hiver près de Hadrumète.

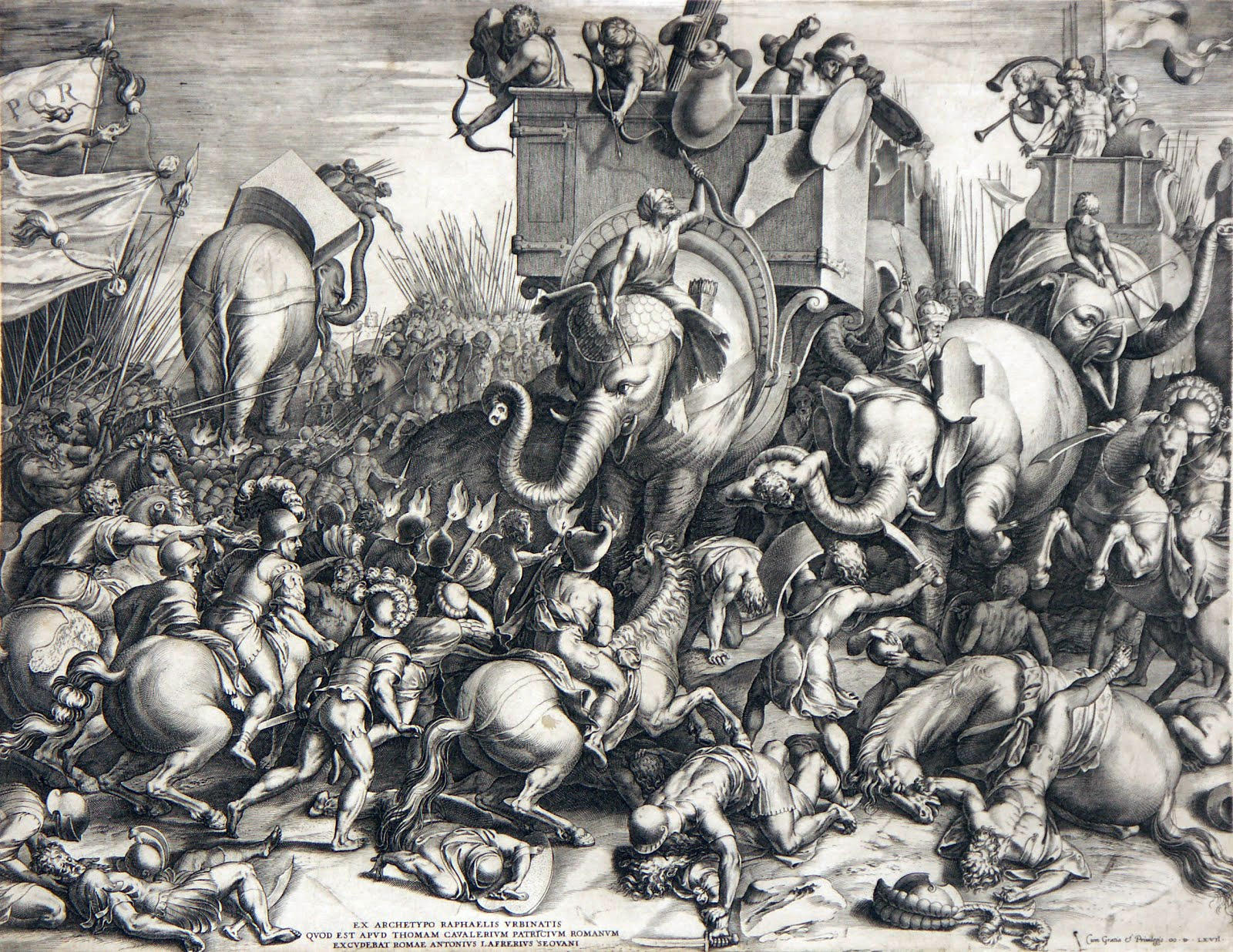
Gravure de la bataille de Zama par Cornelis Cort (1567) représentant des éléphants d'Asie.

Son retour renforce immédiatement le camp favorable à la guerre qui le place à la tête d'une force regroupant ses mercenaires d'Italie et des conscrits locaux. En 202 av. J.-C., Hannibal rencontre Scipion au cours d'une tentative de conciliation. Malgré leur admiration mutuelle, les négociations échouent en raison des références romaines à la rupture du traité liant la cité ibérique de Sagonte à Rome et le pillage d'une flotte romaine échouée sur la côte du golfe de Tunis. Un plan de paix est néanmoins en préparation qui stipule que Carthage ne conserverait que ses territoires en Afrique du Nord, que le royaume de Massinissa serait indépendant, que Carthage réduirait la taille de sa flotte et qu'elle paierait une indemnité de guerre. Mais, renforcés par le retour d'Hannibal et le ravitaillement pris à la flotte romaine, les Carthaginois rejettent les clauses du plan.
La rencontre décisive a lieu à Zama le 19 octobre 202 av. J.-C.. Contrairement à la majorité des batailles de la deuxième guerre punique, les Romains disposent d'une meilleure cavalerie que les Carthaginois qui eux se rattrapent avec une infanterie supérieure. La supériorité romaine est due au ralliement de la cavalerie numide de Massinissa. Hannibal, souffrant d'une santé fragilisée par ses années de campagne en Italie, possède encore l'avantage du nombre avec 80 éléphants de guerre et 15 000 vétérans des guerres d'Italie, même si le reste de son armée est composé de mercenaires celtes dont la motivation est relative ou de citoyens carthaginois peu aguerris. La stratégie utilisée par Hannibal est la même que celle utilisée à Cannes. Mais, la tactique romaine ayant évolué depuis 14 ans, la tentative d'encerclement échoue et les Carthaginois sont finalement défaits. Hannibal perd près de 40 000 hommes — contre 1 500 pour les Romains — et le respect de son peuple à l'occasion de la dernière bataille majeure de la guerre.
La cité punique est contrainte de signer la paix avec Rome et Scipion et de renoncer à sa flotte de guerre et à son armée. Elle est aussi soumise à un lourd tribut, payable en cinquante annuités. Scipion, pour sa part, reçoit le surnom de « l'Africain ».

## Après Zama

### Carrière politique
Obligé de signer le traité de paix avec Rome en 201 av. J.-C. qui prive Carthage de son ancien empire, Hannibal alors âgé de 46 ans décide de prendre part à la vie politique carthaginoise en dirigeant le parti démocrate.
La cité est en effet divisée en deux grandes tendances. D'abord, le groupe démocrate, qui est principalement dirigé par les Barcides, est très attaché à un ancrage foncier en Afrique, et donc à des conquêtes de terres aux dépens des Numides. Le deuxième mouvement est une oligarchie conservatrice regroupée autour de Hannon le Grand dont la prospérité repose sur le commerce, les taxes portuaires et les tributs imposés aux cités soumises. Élu suffète en 196 av. J.-C., Hannibal restaure l'autorité et le pouvoir de cette fonction devenue insignifiante et représente alors une menace pour les oligarques. Il réduit le pouvoir des « juges », jusque-là nommés à vie et qui ne seront plus élus que pour une année non renouvelable. Il accroît la population de Carthage et on lui attribue la construction d'un nouveau quartier au sud de Byrsa, peut-être pour y installer ses vétérans.
C'est alors qu'il prend une mesure qui lui aliène définitivement l'oligarchie. Hannibal décide en effet que l'indemnité de guerre annuelle que Carthage doit à Rome soit directement versée au trésor plutôt que d'être collectée par les oligarques au travers de taxes extraordinaires. Ceux-ci ne prennent pas le risque d'intervenir directement contre le suffète mais, près de sept ans après la victoire de Zama, font directement appel aux Romains qui, alarmés par la prospérité retrouvée de Carthage, exigent la reddition d'Hannibal. Le prétexte est une relation épistolaire entre Hannibal et Antiochos III évoquée par le clan conservateur. Alertés, les Romains envoient une ambassade afin de vérifier si l'information est exacte. Hannibal choisit alors volontairement l'exil en 195 av. J.-C..

### Exil en Asie
Il commence par voyager vers Tyr (actuel Liban), la ville mère de Carthage, puis se dirige vers Éphèse où il est reçu avec les honneurs par le roi séleucide Antiochos III, qui se prépare à la guerre contre Rome. Hannibal s'aperçoit rapidement que l'armée séleucide ne peut rivaliser avec l'armée romaine. Il conseille alors au roi d'équiper une flotte de guerre et un corps de troupes terrestres dans le Sud de l'Italie et offre d'en prendre le commandement. Mais il ne peut faire suffisamment impression sur le souverain, à l'écoute de ses courtisans, pour qu'il lui confie quelque poste important que ce soit.
Selon Cicéron, alors qu'il se trouve à la cour d'Antiochos III, Hannibal assiste à une lecture du philosophe Phormion qui traite d'un grand nombre de sujets. Au moment où celui-ci conclut une dissertation sur les attributions d'un général, on demande son avis à Hannibal qui répond : « J'ai vu durant ma vie les pires des vieux fous mais celui-là les bat tous ». Une autre histoire à propos d'Hannibal en exil donne un point de vue étrange sur sa prétendue perfidie punique : Antiochos III dévoile à Hannibal une formation militaire conséquente et bien armée, il lui demande si elle paraîtrait honorable pour la République romaine, ce à quoi Hannibal répond : « Oui, suffisant pour les Romains, aussi cupides qu'ils puissent être ». À cette occasion, Hannibal ne reçoit pas le commandement de l'armée et Antiochos III, qui a lui-même conçu le plan de bataille, finit par être défait.
En 190 av. J.-C., Hannibal dirige une flotte phénicienne mais, peu à l'aise en combat naval, il fuit le combat au large de la rivière Eurymedon, non loin de Sidé, face aux Romains,. Il est retenu par les Rhodiens à Coracaesium, ce qui l'empêche de rejoindre la flotte d'Antiochos III et de s'appuyer sur cette dernière,. Craignant d'être livré aux Romains au terme de l'accord de paix que signe Antiochos III, Hannibal s'enfuit de la cour et son parcours est alors assez incertain.
On pense toutefois qu'il se rend en Crète alors que Plutarque et Strabon laissent entendre qu'il se dirige vers l'Arménie, auprès du roi Artaxias Ier, qui lui attribue la planification et la supervision de la construction de la capitale Artaxata (actuelle Artachat). Bientôt de retour en Asie Mineure, Hannibal cherche refuge chez Prusias Ier de Bithynie qui est en guerre avec un allié de Rome, le roi Eumène II de Pergame.

### «Souverain» hellénistique
Hannibal se met alors au service de Prusias Ier pendant cette guerre. L'une de ses victoires se fait aux dépens d'Eumène II sur mer. On dit que ce serait l'un des premiers exemples de guerre biologique : Cornélius Népos décrit en effet en détail (Hannibal, X et XI) cette bataille navale au cours de laquelle il fait jeter sur les vaisseaux ennemis des jarres de terre cuite remplies de serpents venimeux.
Outre ses talents militaires, il fonde probablement la cité de Prusa (actuelle Bursa en Turquie) à la demande du roi Prusias Ier. Cette fondation, surtout si l'on y ajoute celle d'Artaxata (actuelle Artachat en Arménie), élève Hannibal au rang de « souverain » hellénistique. Une prophétie qui se répand dans le monde grec entre 185 av. J.-C. et 180 av. J.-C. évoque un roi venu d'Asie pour faire payer aux Romains la soumission qu'ils imposent aux Grecs et aux Macédoniens. Beaucoup s'accordent à penser que ce texte fait référence en fait à Hannibal. C'est en ce sens que le Carthaginois, pourtant d'origine barbare aux yeux des Grecs, s'intègre parfaitement au monde hellénistique. Les Romains ne peuvent négliger cette menace et une ambassade est envoyée auprès de Prusias.

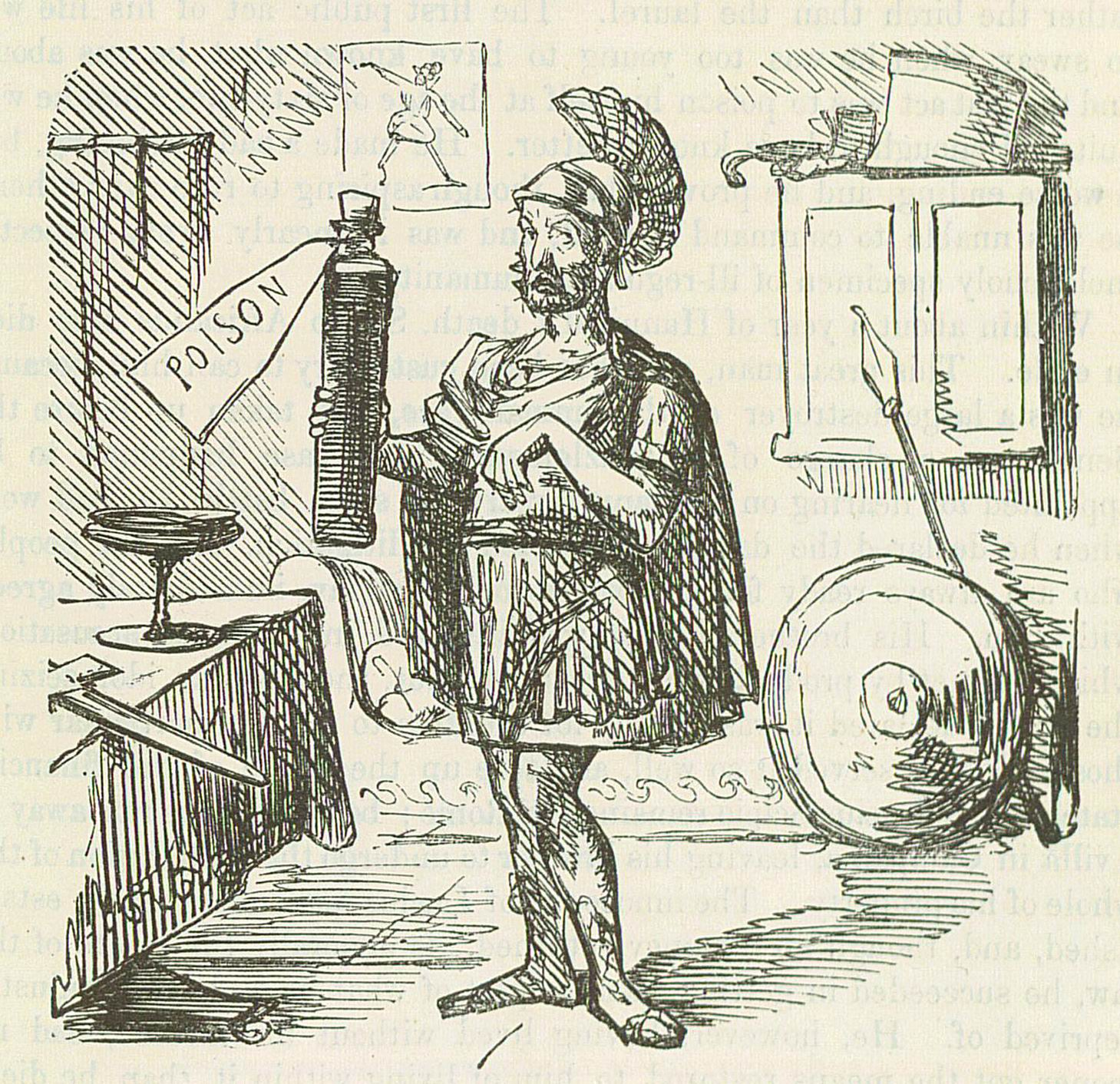
Caricature illustrant la mort par empoisonnement d'Hannibal.

Pour ce dernier, Hannibal devient gênant et le roi trahit son hôte qui réside à Libyssa sur la côte orientale de la mer de Marmara. Menacé d'être livré à Titus Quinctius Flamininus, l'ambassadeur romain, Hannibal choisit alors de se donner la mort en avalant du poison que, dit-on, il porte depuis longtemps dans une bague,. L'année exacte de sa mort reste toutefois imprécise. Selon Cornélius Népos, trois années sont possibles. Celui-ci rapporte en effet (Hannibal, XIII, 1) que, selon Atticus, l'année serait celle du consulat de Marcus Claudius Marcellus et de Quintus Fabius Labeo, soit 183 av. J.-C. ; selon Polybe, il s'agirait de l'année du consulat de Lucius Æmilius Paullus et Cnæus Bæbius Tamphilus, soit 182 av. J.-C. ; finalement, selon Sulpicius Blitho, il s'agirait de l'année du consulat de Publius Cornelius Cethegus et de Marcus Bæbius Tamphilus, soit en 181 av. J.-C. Si, comme Tite-Live le suggère, elle a lieu en 183 av. J.-C., la même année que celle de Scipion l'Africain, Hannibal serait alors âgé de 63 ou 64 ans.

### Inhumation
Son corps reposerait dans un cercueil en pierre sur lequel serait visible l'inscription : Ici est renfermé Hannibal.
Parmi les sites évoqués pour situer la tombe d'Hannibal figure une petite colline coiffée de quelques cyprès et située aujourd'hui dans une zone industrielle près de la ville turque de Libyssa (actuelle Gebze) dans la province de Kocaeli. Considérée comme la tombe du général, elle est restaurée vers 200 apr. J.-C. par l'empereur romain Septime Sévère, originaire de Leptis Magna (actuelle Libye), qui prend l'initiative de recouvrir la tombe d'une plaque de marbre blanc. Le site est désormais à l'état de ruines. Des fouilles sont effectuées en 1906 par des archéologues, dont Theodor Wiegand, mais ces derniers se montrent sceptiques quant à la réalité de la localisation du site.

## Héritage

### Monde antique

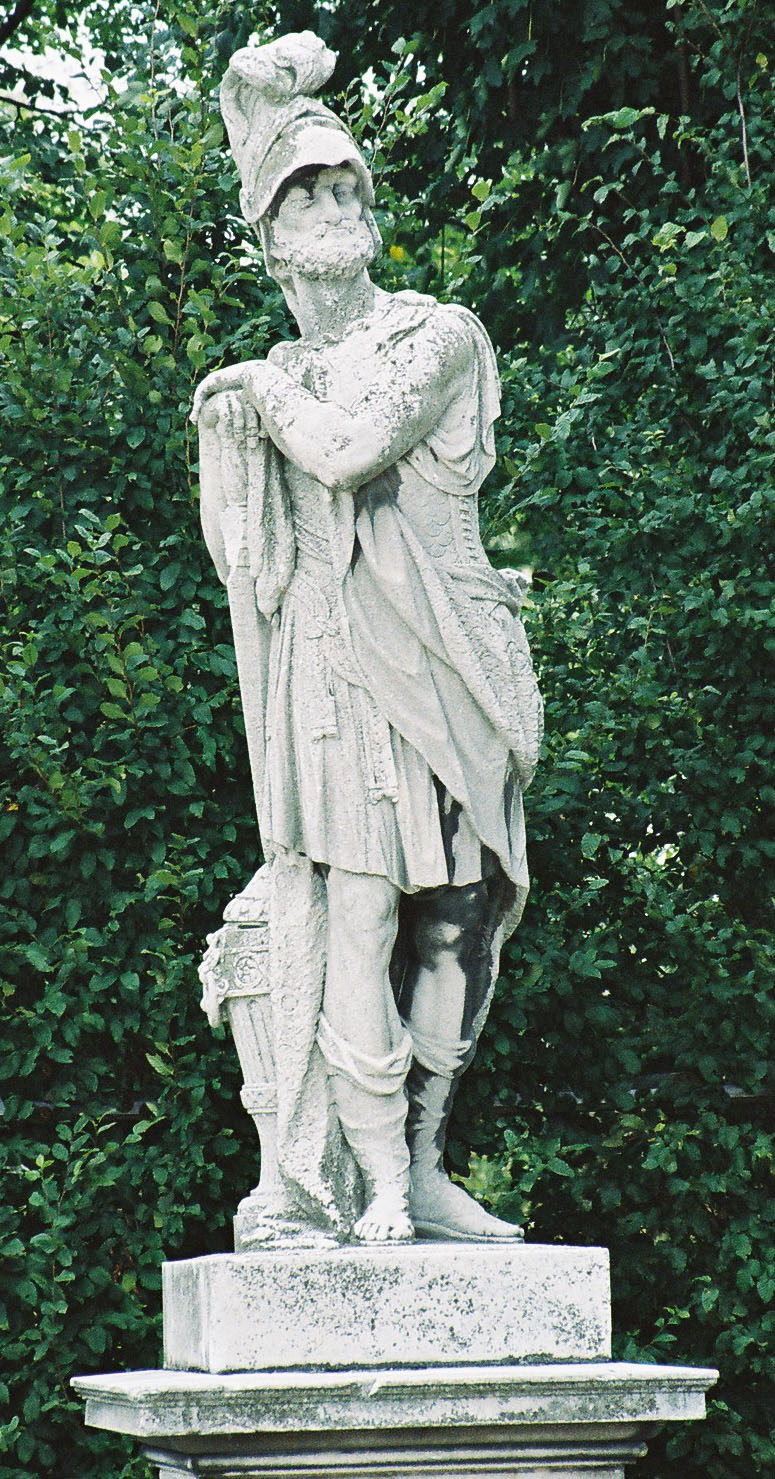
Statue d'Hannibal au château de Schönbrunn à Vienne.

Avec le Carthaginois disparaît sans aucun doute la plus grande menace que la République romaine ait affrontée. Longtemps après sa mort, le nom d'Hannibal continue de perpétuer symboliquement le spectre d'une menace sur la République romaine. On écrit qu'il décrit les Romains, qui se proclament les fiers descendants de Mars, comme des représentants de l'effroi. Pendant des générations, les matrones romaines continuent à raconter à leurs enfants des contes effrayants quand ils se comportent mal. Hannibal symbolise tellement l'horreur que, quel que soit le désastre qui survient, les sénateurs romains hurlent Hannibal ad portas (Hannibal est à nos portes !) afin d'exprimer leur anxiété. Cette locution latine célèbre évolue plus tard en une expression qui est encore couramment utilisée quand un client franchit une porte ou quand quelqu'un doit faire face à une calamité. De telles expressions prouvent l'impact psychologique qu'a eu la présence d'Hannibal en Italie sur la culture romaine.

Dans ce contexte, une admiration (forcée) est évidente dans les écrits des historiens romains Tite-Live et Juvénal. D'autre part, les Romains vont jusqu'à ériger des statues du général carthaginois dans les rues même de Rome afin de figurer leur défaite en face d'un tel adversaire. Il est plausible de penser qu'Hannibal est à l'origine de la plus grande peur que Rome ait jamais éprouvée face à l'un de ses ennemis. Néanmoins, durant la deuxième guerre punique, les Romains se refusent à la défaite et rejettent toutes les initiatives de paix, y compris la libération contre rançon de prisonniers après la bataille de Cannes. Par ailleurs, il n'existe aucun texte relatant une quelconque révolution parmi les citoyens romains, aucune faction au sein du Sénat souhaitant la paix, aucune trahison romaine à l'avantage des Carthaginois, aucun coup d'État et aucune instauration de dictature pendant cette période,. Au contraire, les aristocrates romains restent en compétition afin d'assumer des postes de commandement pour combattre le plus dangereux ennemi de Rome. Le génie militaire d'Hannibal n'est donc jamais suffisant pour perturber réellement l'organisation politique et militaire des Romains. Comme en fait état Lazenby : 

« Il existe également quantité de textes en faveur de leur maturité politique et du respect des formes constitutionnelles basés sur le fait que la machinerie gouvernementale complexe continua à fonctionner même en plein désastre. Il y a peu d'États de l'Antiquité dans lesquels un général ayant perdu une bataille comme Cannes aurait osé se maintenir, encore moins aurait continué à être traité avec respect en tant que chef d'État. »

Selon Tite-Live, cela n'en diminue pas la peur des Romains face à Hannibal, notamment à l'occasion de sa marche sur Rome en 211 av. J.-C. : 

« Un courrier de Fregellæ, qui avait marché sans relâche jour et nuit, jeta dans Rome une grande terreur. L'affluence des habitants de la campagne, dont les récits ajoutaient le mensonge à la vérité, avait répandu l'agitation dans toute la ville. C'était peu dire que les femmes firent retentir de leurs gémissements les maisons particulières ; les dames de distinction, bravant tous les regards, couraient en foule vers les temples des dieux ; les cheveux épars, agenouillées au pied des autels, les mains tendues vers le ciel et vers les dieux, elles les suppliaient d'arracher Rome aux mains des ennemis, et de sauver l'honneur et la vie des mères romaines et de leurs jeunes enfants. »

Au Sénat, cette nouvelle « affecte les esprits en fonction des caractères de chacun ». Il décide de maintenir le siège de Capoue tout en levant 15 000 fantassins et 1 000 cavaliers pour renforcer la protection de Rome. Selon Tite-Live, les terres occupées par l'armée d'Hannibal à l'extérieur de la ville sont revendues entre Romains alors même qu'elles sont occupées et pour un prix juste. Cela peut ne pas être vrai mais, comme l'indique Lazenby, « cela pourrait bien l'être car cela ne montre pas seulement la confiance suprême des Romains dans la victoire ultime mais aussi la façon selon laquelle un semblant de vie normale se poursuivait ». Après la bataille de Cannes, les Romains montrent une considérable fermeté dans l'adversité. Une indéniable preuve de la confiance de Rome est démontrée par le fait que, après le désastre de Cannes, la cité est laissée virtuellement sans défenses alors que le Sénat choisit de ne pas retirer une seule garnison des provinces pour renforcer la ville. En fait, les troupes des provinces sont renforcées et les campagnes maintenues jusqu'à ce que la victoire soit assurée d'abord en Sicile, sous la direction de Marcus Claudius Marcellus, puis en Hispanie sous la direction de Scipion l'Africain,. Malgré le fait que les conséquences à long terme de la guerre d'Hannibal sont incontestables, cette dernière est indéniablement la plus « belle heure » de l'histoire de Rome,.
La majorité des sources à la disposition des historiens sur Hannibal sont d'origine romaine. Hannibal y est considéré comme le plus grand ennemi que Rome ait affronté. Tite-Live nous rapporte l'opinion qu'il est extrêmement cruel. Même Cicéron, lorsqu'il évoque Rome et ses deux grands ennemis, parle de l'« honorable » Pyrrhus d'Épire et du « cruel » Hannibal. Néanmoins, une image différente est parfois rapportée. Lorsque les succès d'Hannibal entraînent la mort de deux consuls romains, Hannibal cherche vainement le corps de Caius Flaminius Nepos sur les bords du lac Trasimène, organise des cérémonies rituelles en hommage à Lucius Æmilius Paullus et rend les cendres de Marcus Claudius Marcellus à sa famille vivant à Rome. Toutefois, le parti pris de Polybe est plus gênant puisqu'il semble éprouver de la sympathie envers Hannibal. Pourtant, Polybe est resté otage en Italie durant une longue période et se fonde majoritairement sur des sources romaines. Il existe donc une possibilité qu'il reproduise là des éléments de la propagande romaine.

### Monde moderne
Le nom « Hannibal » est commun dans le monde moderne et la culture populaire. Comme pour d'autres chefs militaires, les victoires d'Hannibal sur des forces supérieures, et une cause finalement perdue, lui confèrent une renommée qui lui survit bien au-delà des frontières de son pays d'origine en Afrique du Nord (actuelle Tunisie).
Sa traversée des Alpes demeure ainsi un fait militaire parmi les plus spectaculaires des guerres de l'Antiquité et mobilise depuis l'imagination du monde de façon romancée au travers de multiples productions artistiques.

### Histoire militaire

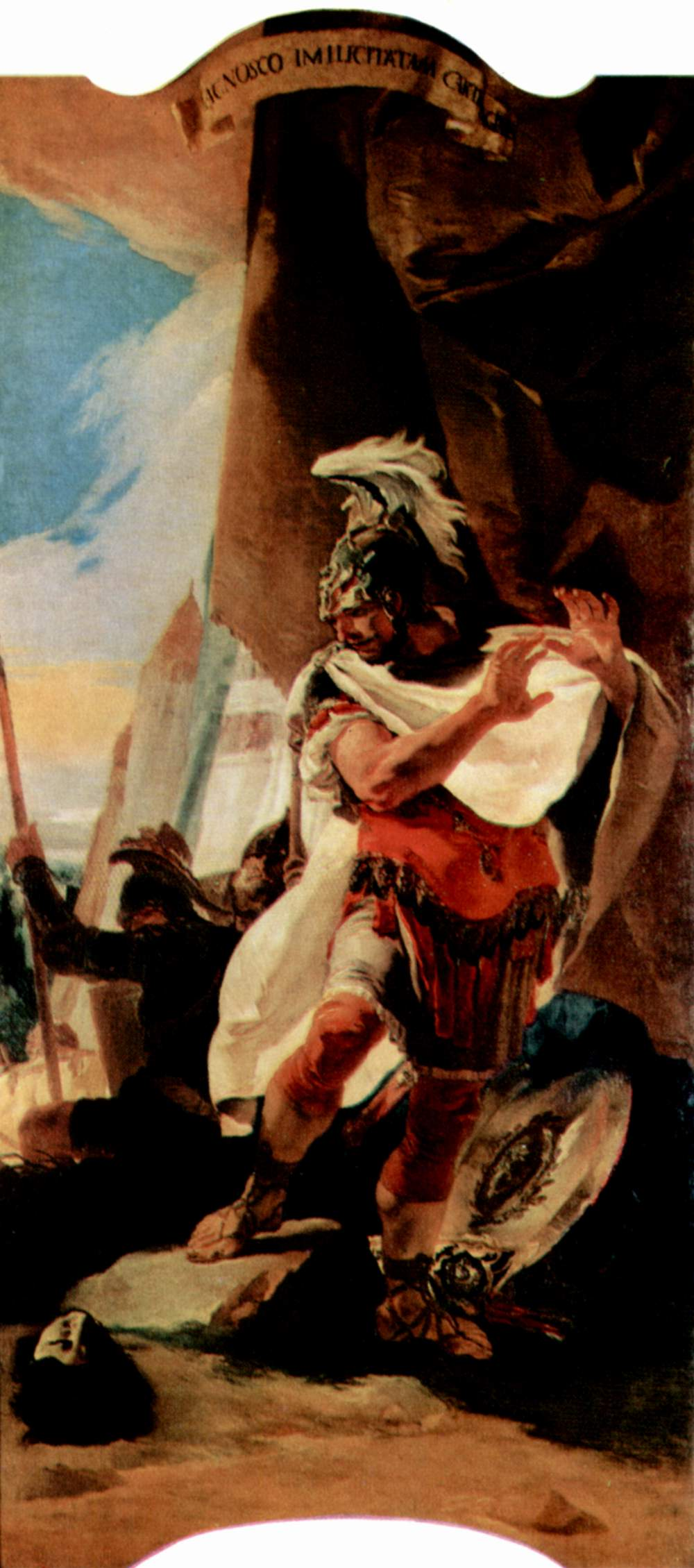
Hannibal regardant la tête d'Hasdrubal de c. 1725 exposée au musée d'Histoire de l'art de Vienne.

Plusieurs années après la deuxième guerre punique, alors qu'Hannibal est conseiller politique du Royaume séleucide, Scipion l'Africain est envoyé en mission diplomatique par Rome à Éphèse même si l'on ignore la date exacte de leur entrevue qui est mentionnée par Plutarque et Appien :
« On dit que lors de l'un de leurs entretiens au gymnase, Scipion et Hannibal eurent une discussion sur la question de la compétence des généraux, en présence de nombreux spectateurs, et que Scipion demanda à Hannibal quel était selon lui le plus grand général, ce à quoi ce dernier répondit : « Alexandre le Grand ».

Scipion l'approuva, mettant également Alexandre en première position. Puis, il demanda à Hannibal qui il placerait ensuite. Hannibal répondit Pyrrhus Ier car il considérait la hardiesse comme la première qualité d'un général. Il précisa qu'« il serait impossible de trouver deux rois plus entreprenants que ceux-ci ».

Scipion en fut agacé mais il continua à questionner Hannibal sur celui qu'il verrait en troisième position, en espérant qu'il serait au moins celui-là. Mais Hannibal répondit : « Moi-même, du fait que dans ma jeunesse j'ai conquis l'Hispanie et traversé les Alpes avec une armée pour la première fois depuis Hercule. J'ai traversé l'Italie et vous ai tous frappés de terreur, vous obligeant à abandonner 400 de vos villes, et j'ai souvent menacé votre Cité d'un péril extrême, tout ceci sans jamais recevoir d'argent ni de renforts de Carthage ».

Quand Scipion sentit qu'il allait prolonger ces louanges, il dit en riant : « Où te placerais-tu Hannibal, si tu n'avais pas été vaincu par moi ? » Hannibal, percevant alors sa jalousie, répondit : « Dans ce cas, je me serais mis en première position ». Hannibal continua ensuite ses propres louanges, tout en prenant soin de flatter Scipion de délicate manière en suggérant qu'il avait battu quelqu'un de supérieur à Alexandre.

À la fin de cette conversation Hannibal demanda à Scipion d'être son invité, ce que Scipion accepta très volontiers sous réserve qu'Hannibal ne vive pas chez Antiochos III, suspect aux yeux des Romains. Ils montrèrent ainsi, à la manière digne des grands commandants, qu'ils avaient renoncé à leur hostilité à la fin de leurs guerres,. »
Les exploits d'Hannibal, et plus particulièrement sa victoire à Cannes, continuent à être étudiés dans les académies militaires du monde entier. Dans l'Encyclopædia Britannica de 1911, l'auteur de l'article consacré à Hannibal loue ce dernier en ces termes :

« Quant au génie militaire d'Hannibal, il ne peut y avoir deux avis. L'homme qui put se maintenir pendant quinze ans en terrain hostile faisant face à plusieurs armées puissantes et une succession de généraux capables doit avoir été un tacticien hors pair. Dans ses stratégies et l'utilisation de l'embuscade, il surpassa sans aucun doute tous les autres grands généraux de l'Antiquité. Aussi splendides que furent ses réalisations, nous devons encore plus nous en émerveiller en constatant la mauvaise grâce avec laquelle Carthage le soutint. Pour répondre à la disparition de ses vétérans, il dut lever des troupes fraîches sur place. Jamais, on n'entendit parler de mutinerie dans son armée, bien qu'elle fût composée de Nord-Africains, d'Ibères et de Gaulois. Encore une fois, ce que nous savons sur lui est pour la plus grande part issu de sources hostiles. Les Romains l'ont tellement craint et détesté qu'ils n'auraient pas pu lui rendre justice. Tite-Live parle de ses grandes qualités mais il ajoute que ses vices étaient également grands, parmi lesquels il pointe une perfidie « plus grande que la perfidie punique » et une « cruauté inhumaine ». Concernant le premier point, il n'y a aucune autre justification que son habileté dans l'utilisation de l'embuscade. Pour le second, il n'y a, de notre point de vue, aucune base autre que le fait qu'il ait agi, lors de certaines crises, conformément à l'esprit général des guerres antiques. Par moments, il donne par contraste un portrait plus favorable de son ennemi. Aucune brutalité ne souille son nom comme ce fut le cas de celles perpétuées par Caius Claudius Nero envers Hasdrubal vaincu. Polybe relève seulement qu'il fut accusé de cruauté par les Romains et d'avarice par les Carthaginois. Il eut incontestablement des ennemis amers et sa vie fut une lutte continuelle contre le sort. Pour l'immuabilité des objectifs, la capacité d'organisation et la maîtrise de la science militaire, il n'a peut-être jamais eu d'égal. »

Même ses chroniqueurs romains admettent une maîtrise militaire suprême écrivant que ce dernier « n'avait jamais exigé des autres ce qu'il n'aurait pas fait lui-même ». Selon Polybe, « comme un sage gouverneur », il a su tellement soumettre et contenir ses gens dans le devoir, que jamais ils ne se révoltèrent contre lui, et que jamais il ne s'éleva au milieu d'eux aucune sédition. Quoique son armée ne fût composée que de soldats de divers pays, Africains, Espagnols, Ligures, Gaulois, Carthaginois, Italiens, Grecs, qui n'avaient de commun entre eux ni lois, ni coutumes, ni langage, il réussit par son habileté à réunir toutes ces différentes nations, à les soumettre au commandement d'un seul chef, et à les faire entrer dans les mêmes vues que lui ». Le document du comte Alfred von Schlieffen (intitulé de façon éponyme le plan Schlieffen), est élaboré à partir de ses études militaires et insiste lourdement sur les techniques d'enveloppement employées pour encercler et détruire victorieusement l'armée romaine à la bataille de Cannes,.
George Patton pense quant à lui qu'il est la réincarnation d'Hannibal (parmi d'autres réincarnations comme celle d'un légionnaire romain et d'un soldat de Napoléon Ier). Norman Schwarzkopf, le commandant des forces de la coalition durant la première guerre du Golfe, affirme pour sa part que « la technologie de la guerre peut changer, la sophistication des armes change à coup sûr. Mais les mêmes principes de la guerre qui s'appliquaient du temps d'Hannibal, continuent à s'appliquer aujourd'hui ».

Enfin, selon l'historien militaire Theodore Ayrault Dodge (en) : 

« Hannibal excellait en tant que tacticien militaire. Dans l'histoire, aucune bataille n'offre un exemple plus fin de tactique que la bataille de Cannes. »

Pendant la Seconde Guerre mondiale, en 1945, l'une des plus importantes évacuations maritimes de l'Histoire, une opération de transport de civils et militaires allemands des Pays baltes,, fuyant l'avancée soviétique, est baptisée d'après son nom.

### Fondation de Barcelone

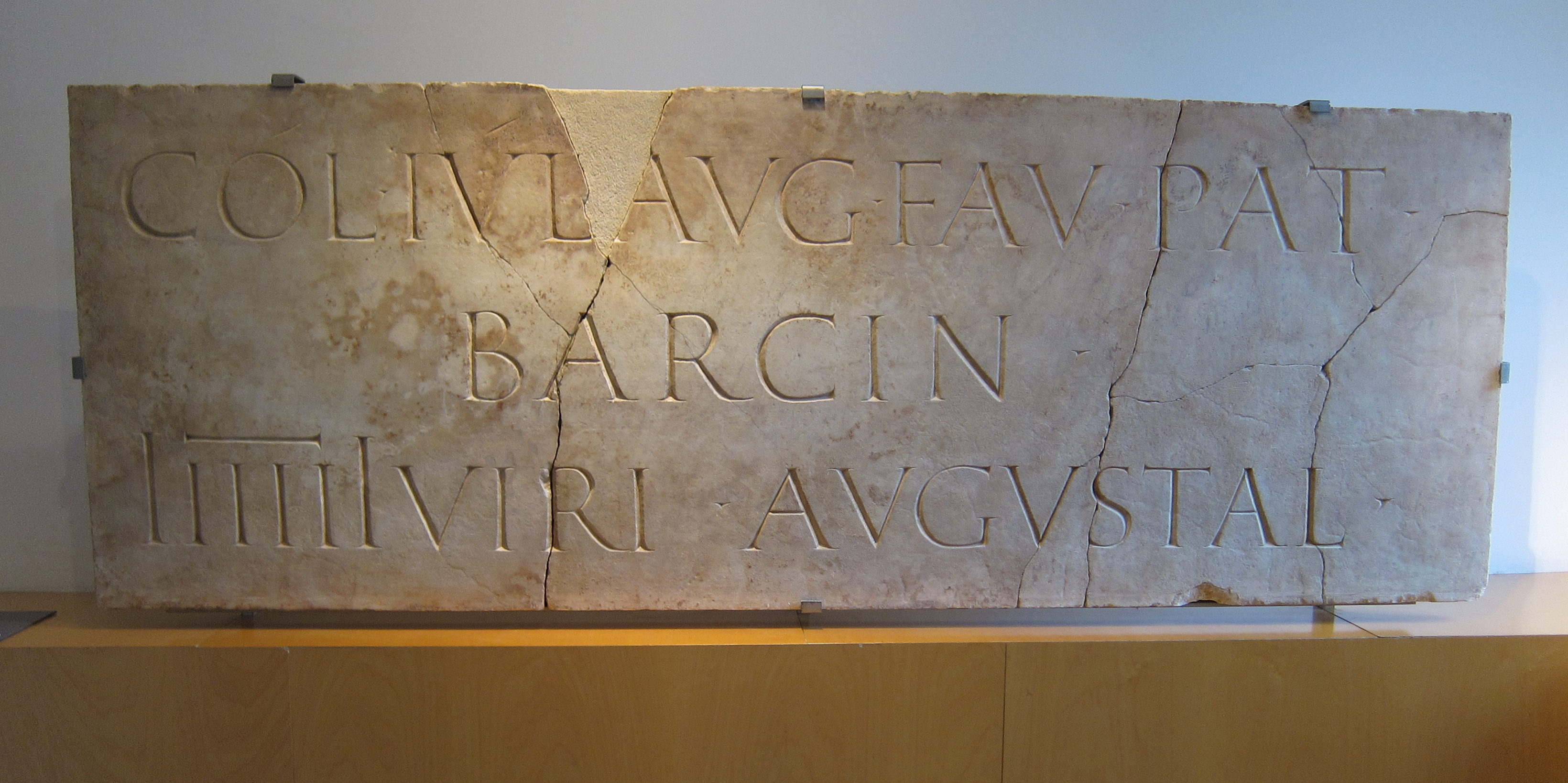
Inscription sur marbre Colonia Julia Augusta Faventia Paterna Barcino en abrégé.

Une légende ancienne et répandue jusque dans le milieu de l'enseignement, bien que fausse, attribue aux Barcides en général, à Hamilcar ou Hannibal en particulier, la fondation de la cité catalane de Barcelone (alias Barcelona).
Cependant, des fouilles archéologiques menées à Barcelone ont permis d'établir la réalité historique de Barcino (toponyme original de Barcelona), ou plus exactement Colonia Julia Augusta Faventia Paterna Barcino. Barcelone a ainsi été fondée par l'empereur romain Auguste en 10 av. J.-C. et non par un Barcide.
De plus, l'étude des textes anciens démontre que, lors de la marche sur Rome, l'itinéraire d'Hannibal ne s'est guère approché de Barcelone.

### Divers
Hannibal Barca est le « héros favori » de Sigmund Freud adolescent. Son image idéalisée revient dans l'analyse par le fondateur de la psychanalyse de ses « rêves de Rome ». Freud l'associe alors à l'adage « Tous les chemins mènent à Rome ». Il écrit en effet dans L'Interprétation du rêve : « Hannibal et Rome symbolisaient pour l'adolescent que j'étais l'opposition entre la ténacité du judaïsme et l'esprit d'organisation de l'Église catholique ».
Certaines qualités sont reconnues à Hannibal depuis l'Antiquité : l'audace, le courage et la pugnacité. Elles sont notamment mises en œuvre au cours d'un raid nature partant de Lyon et menant à Turin à travers les Alpes et qui porte son nom : le raid Hannibal.
Hannibal couvre de plantations d'oliviers la plus grande partie de l'Afrique du Nord grâce au travail de ses soldats dont il considère le repos préjudiciable à l'État et à leurs généraux.
En 2019, la construction d'une statue d'Hannibal de 17 mètres de haut est projetée sur la colline de Byrsa, le point le plus élevé de Carthage.

## Œuvres inspirées du personnage

### Peinture

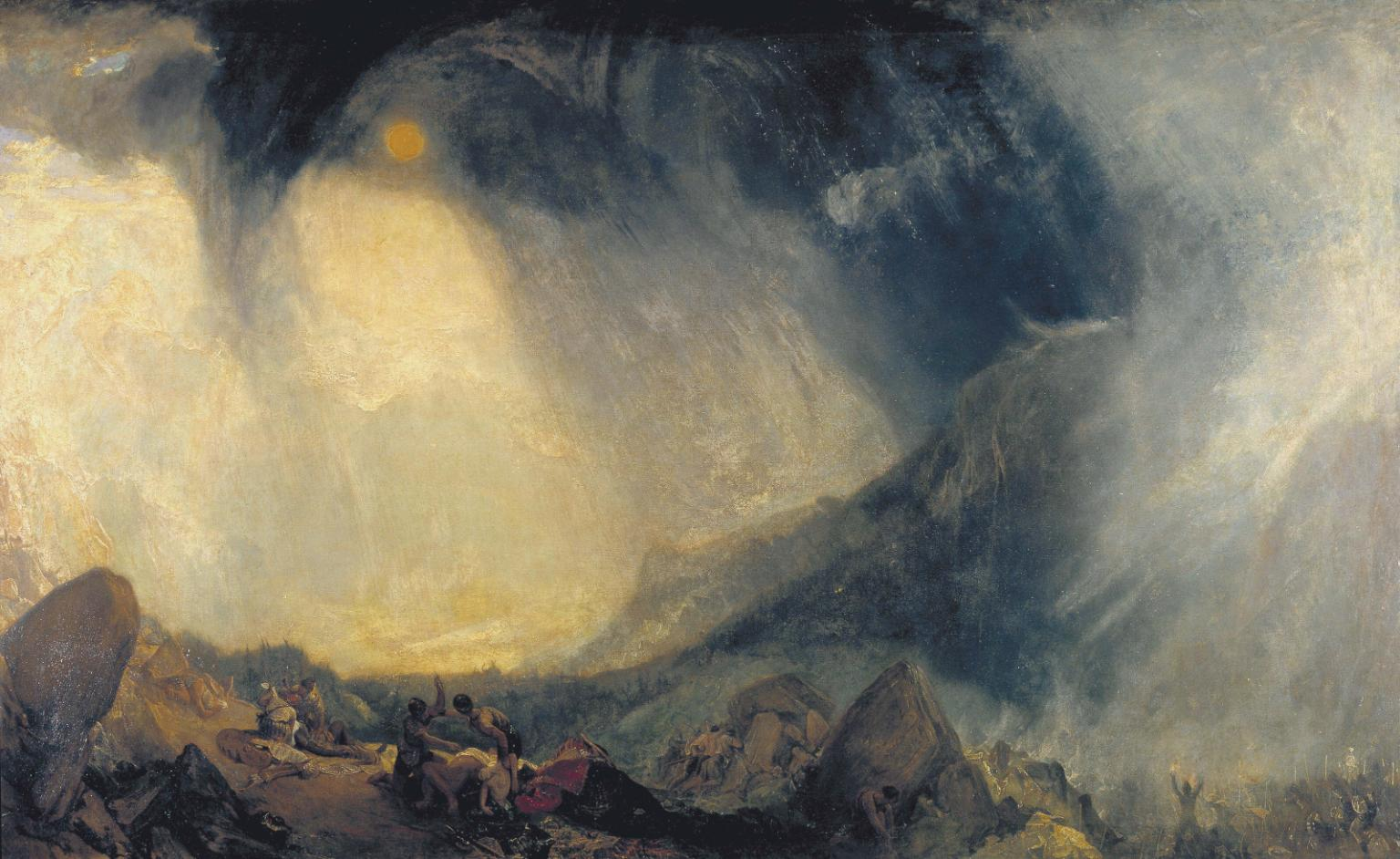
Tempête de neige : Hannibal et son armée traversent les Alpes, William Turner, 1812 (Tate Britain, Londres).

Le personnage a fait l'objet de nombreuses représentations artistiques, avec par exemple Hannibal vainqueur contemple pour la première fois l'Italie depuis les Alpes de Francisco de Goya (1770).
Dans une étude de Giovanni Battista Pittoni datant de 1722, conservée à la pinacothèque de Brera à Milan, le peintre illustre une histoire de Tite-Live, qui raconte qu'à l'âge de neuf ans, Hannibal a juré un serment de haine éternelle contre les Romains, qui avaient été maudits par Didon : Hannibal jurant l'inimitié éternelle des Romains.
Malgré le titre du tableau de William Turner, Tempête de neige : Hannibal et son armée traversent les Alpes, exposé à la Royal Academy of Arts en 1812, le général lui-même n'est pas représenté. Cette œuvre exprime la vulnérabilité de l’homme face au pouvoir de la nature. L'attention est portée sur les victimes du conflit et les soldats qui luttent dans les dures conditions.

### Filmographie

#### Cinéma
- 1914 : Cabiria, film muet italien de Giovanni Pastrone, avec Émile Vardannes dans le rôle d'Hannibal[119].
- 1937 : Scipion l'Africain (Scipione l'africano), film italien[120] de Carmine Gallone, avec Camillo Pilotto dans le rôle d'Hannibal.
- 1955 : La Chérie de Jupiter (Jupiter's Darling), film musical américain de George Sidney, avec Howard Keel dans le rôle d'Hannibal[121].
- 1959 : Hannibal (Annibale), film italien d'Edgar Georg Ulmer et Carlo Ludovico Bragaglia, avec Victor Mature dans le rôle d'Hannibal[122].

#### Télévision
- 2001 : Hannibal: The Man Who Hated Rome, téléfilm britannique de Patrick Fleming[123].
- 2006 : Hannibal : Le Cauchemar de Rome (Hannibal - Rome's Worst Nightmare), téléfilm de la BBC, avec Alexander Siddig dans le rôle d'Hannibal[124].

#### Documentaires
- 2005 : The True Story of Hannibal, documentaire télévisé de Mark Hufnail, avec Benjamin Maccabee dans le rôle d'Hannibal[125].
- 2005 : Hannibal vs. Rome, documentaire télévisé de Richard Bedser pour National Geographic[126], avec Tamer Hassan dans le rôle d'Hannibal[127].

### Littérature
| Année   | Livre | Auteur                | Notes |
| ------- | --- | --------------------- | --- |
| 180     | Dialogues des morts                                                                                          | Lucien de Samosate    | Confrontation comique entre Alexandre, Annibal, Minos et Scipion |
| c. 1300 | La Divine Comédie                                                                                            | Dante Alighieri       | Poésie épique et religieuse |
| 1669    | La Mort d'Annibal                                                                                            | Thomas Corneille      | Tragédie |
| 1721    | Les Voyages de Gulliver                                                                                      | Jonathan Swift        | Roman satirique |
| 1862    | Salammbô | Gustave Flaubert      | Roman historique dont le cadre est la ville de Carthage. Hannibal y est encore jeune. |
| 1878    | Les Mercenaires                                                                                              | Léon Cahun            | Roman d'aventures qui décrit l'épopée d'Hannibal de la prise de Sagonte à la victoire du lac Trasimène. |
| 1996    | Hannibal: A Novel (Hannibal : un roman)                                                                      | Ross Leckie           | Cet ouvrage (ISBN 0895264439) est la source principale du projet de film Hannibal the Conqueror. De plus, l'ouvrage reste controversé puisqu'il est peu fidèle à la réalité historique. Il est également le premier tome de la trilogie qui se continue par Scipio, a Novel en 1999 (ISBN 034911434X) et par Carthage en 2001 (ISBN 034911434X) |
| 1996    | A Spy for Hannibal: A Novel of Carthage (Un espion pour Hannibal : un roman de Carthage)                     | Elisabeth Craft       | Roman anglophone édité par Bartleby Press (ISBN 091015533X) |
| 1998    | Scipio Africanus: The Man Who Defeated Hannibal (Scipion l'Africain : l'homme qui vaincu Hannibal)           | Ross Leckie           | Roman anglophone édité par Regnery Pub (ISBN 0895264129) |
| 1999    | Les Colosses de Carthage                                                                                     | Michel Peyramaure     | Roman francophone édité par Pocket (ISBN 2266091980) |
| 2005    | The Sword of Hannibal (L'Épée d'Hannibal)                                                                    | Terry McCarthy        | Roman anglophone édité par Hachette Book Group USA (ISBN 044661517X) |
| 2005    | Hannibal en Gaule                                                                                            | Geoffroy de Galbert   | Étude historique basée sur des découvertes archéologiques et géographiques éditée par les éditions de Belledonne (ISBN 2911148657) |
| 2006    | Pride of Carthage (La Fierté de Carthage)                                                                    | David Anthony Durham  | Roman anglophone édité par Anchor (ISBN 0385722494) |
| 2006    | Forged By Lightning: A Novel of Hannibal and Scipio (Forgé par la foudre : un roman sur Hannibal et Scipion) | Angela Render         | Roman anglophone édité par Lulu Press (ISBN 1411680022) |
| 2008    | Drifters | Kōta Hirano           | Manga adapté en anime en 2016 par le Hoods Drifters Studio et diffusé sur Tokyo MX au Japon |
| 2021    | L'aigle et le lion (4 volumes)                                                                               | Bertrand Borie        | Roman historique (Éditions Evidence) |
| 2023    | Himilce | Emmanuel Chastellière | Roman historique dédié à l'épouse supposée d'Hannibal, édité par Argyll (ISBN 9782492403446) |

### Divers
Dans Les Troyens, opéra de 1858 en cinq actes d'Hector Berlioz, Hannibal apparaît dans une vision de Didon, juste avant qu'elle ne meure.
Le profil d'Hannibal figure sur le billet de cinq dinars tunisiens mis en circulation le 8 novembre 1993 ainsi que sur un autre nouveau billet mis en circulation le 20 mars 2013. Son nom est également donné à une chaîne de télévision privée, Hannibal TV. Une rue de Carthage, située à proximité des ports puniques, porte son nom ainsi qu'un arrêt du TGM, Carthage Hannibal.
La sauce Hannibal est un condiment nommé en l'honneur d'Hannibal Barca.
Depuis 2011, Hannibal est l'un des personnages principaux, avec Scipion l'Africain, du manga Ad Astra dans lequel Mihachi Kagano retrace le déroulement de la deuxième guerre punique. Ils sont également présents en tant qu'alliés dans le manga Drifters, où ils ont été téléportés dans une autre dimension pour y mener une guerre ensemble.

### Français
- Abdelaziz Belkhodja, Hannibal, fils d'Hamilcar, Tunis, Apollonia, 2008, 90 p. (ISBN 978-9973827227).
- Giovanni Brizzi (trad. de l'italien par Yann Le Bohec), Moi, Hannibal… [« Annibale: come un'autobiografia »], Nantes, Maison, 2007, 319 p. (ISBN 978-2952184571).
- Habib Boularès, Hannibal, Paris, Perrin, 2000, 298 p. (ISBN 2-7028-5374-9).
- Francis de Coninck, Hannibal : la traversée des Alpes par la Tarentaise et le col du Petit-Saint-Bernard, Saint-Romain-en-Gal, Armine-Ediculture, 1999, 191 p. (ISBN 2-910331-00-8).
- Geoffroy de Galbert, Hannibal en Gaule, Grenoble, De Belledonne, 2005, 194 p. (ISBN 2-911148-65-7).
- Serge Lancel, Hannibal, Paris, Fayard, 1995, 396 p. (ISBN 2-213-59550-X).
- Luc Mary, Hannibal, l'homme qui fit trembler Rome, Paris, L'Archipel, 2013, 325 p. (ISBN 978-2809810011).
- Roger Verdegen, Hannibal : le libérateur, Lambesc, Prolégomènes, 2010, 230 p. (ISBN 978-2917584170).

### Allemand
- Pedro Barceló, Hannibal, Munich, C.H. Beck, 1998, 118 p. (ISBN 978-3406432927).
- Pedro Barceló, Hannibal : Stratege und Staatsmann, Stuttgart, Klett-Cotta Verlag (de), 2004, 319 p. (ISBN 978-3608943016).
- Walter Görlitz, Hannibal : eine politische Biographie, Stuttgart, Kohlhammer, 1970, 207 p.
- Edmund Groag, Hannibal als Politiker, Vienne, Seidel, 1929, 158 p.
- Wilhelm Hoffmann, Hannibal, Göttingen, Vandenhoeck & Ruprecht, 1962, 146 p.

### Anglais
- Elias J. Bickerman, « Hannibal's Covenant », American Journal of Philology, vol. 73, no 1,‎ 1952, p. 1-23 (ISSN 0002-9475).
- Ernle Bradford, Hannibal, Ware, Wordsworth Editions, 2000, 223 p. (ISBN 978-1840222265).
- Leonard Cottrel, Hannibal : Enemy of Rome, New York, Da Capo Press, 1992, 288 p. (ISBN 0-306-80498-0).
- Theodore Ayrault Dodge (en), Hannibal, New York, Da Capo Press, 2004, 682 p. (ISBN 978-0306813627).
- Mark Healy, Cannae : Hannibal Smashes Rome's Army, Oxford, Osprey Publishing, 1994, 96 p. (ISBN 978-1855324701).
- Dexter Hoyos, Hannibal's Dynasty : Power and Politics in the Western Mediterranean, 247–183 B.C., New York, Routledge, 2003, 304 p. (ISBN 0-415-29911-X).
- Dexter Hoyos, Hannibal : Rome's Greatest Enemy, Exeter, Bristol Phoenix Press, 2005, 163 p. (ISBN 1-904675-46-8).
- Eve MacDonald (en), Hannibal : a Hellenistic Life, New Haven, Yale University Press, 2015, 352 p. (ISBN 978-0300152043).
- John Prevas, Hannibal Crosses the Alps : The Enigma Re-examined, Rockville Centre, Sarpedon, 1998, 232 p. (ISBN 978-1885119483).

### Espagnol
- Pedro Barceló, Aníbal de Cartago : Un proyecto alternativo a la formación del Imperio Romano, Madrid, Alianza Editorial, 2000, 280 p. (ISBN 978-8491045953).
- Karl Christ, Aníbal, Barcelone, Herder, 2006 (1re éd. 2003), 263 p. (ISBN 978-8425424267).
- Sergio Remedios Sánchez, Fernando Prados Martínez et Jesús Bermejo Tirado, Aníbal de Cartago : Historia y mito, Madrid, Polifemo, 2012, 544 p. (ISBN 978-8496813717).

### Italien
- Enrico Acquaro, « Le monete di Annibale », dans Enrico Acquaro, Lorenza Ilia Manfredi et Aldina Cutroni Tusa, Le monete puniche in Italia, Rome, Istituto Poligrafico dello Stato, 1991 (ISBN 978-8824002189), p. 71-75.
- Giovanni Brizzi, Annibale : strategia e immagine, Pérouse, Provincia di Perugia, 1984, 170 p. (OCLC 1091909266).
- Giovanni Brizzi, Annibale, Rome, Rai-ERI, 2000, 160 p. (ISBN 978-8839711137).